# 新宿区

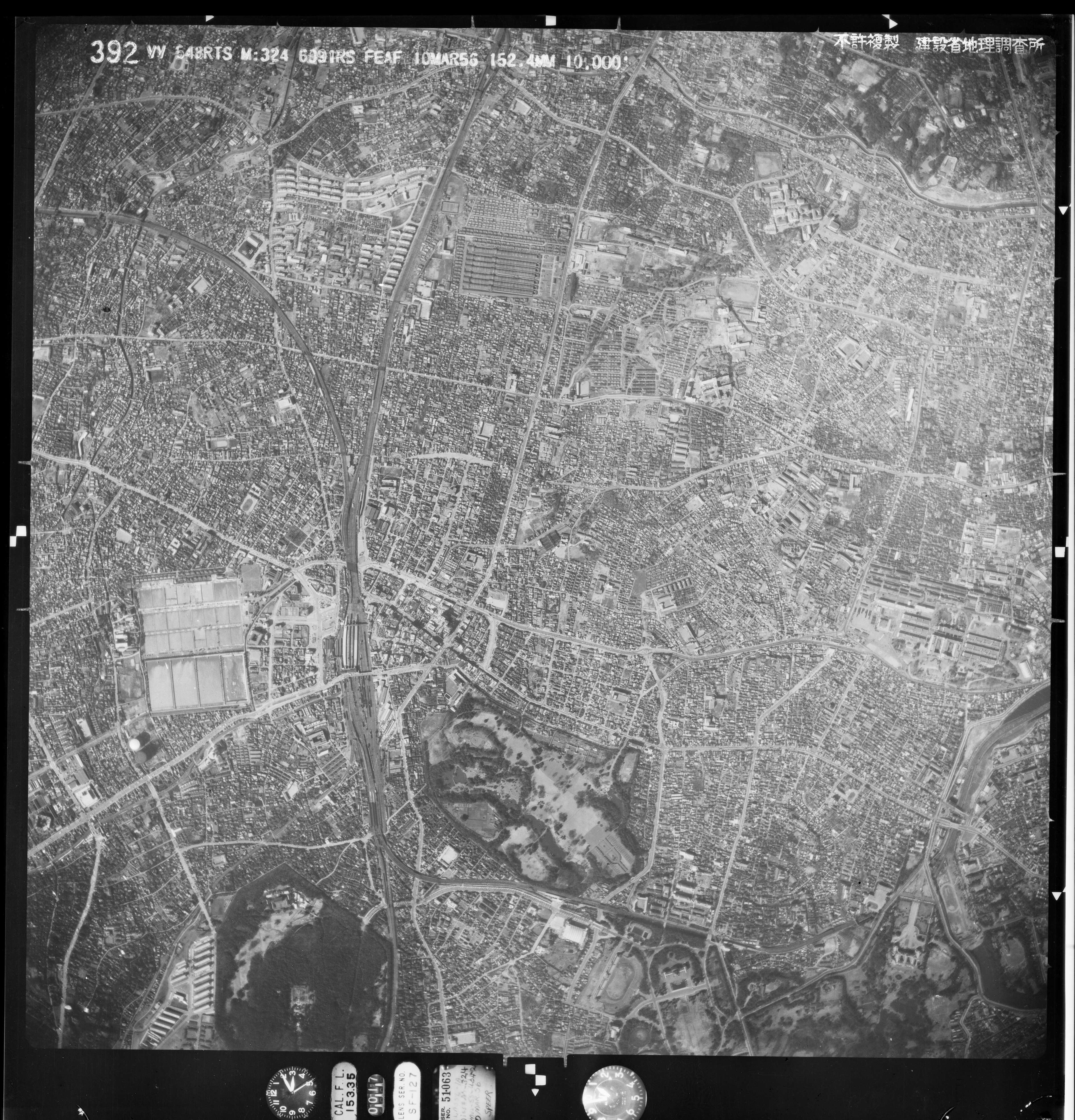
新宿御苑周辺の航空写真。新宿駅西側に淀橋浄水場がある（1956年3月10日）

新宿区（しんじゅくく）は、東京都の区部西部に位置する特別区で、東京都の都庁所在地。渋谷区・豊島区とともに「副都心3区」とされる。また、不動産業界では、千代田区・港区・中央区の「都心3区」に新宿区と渋谷区を加えて「都心5区」と言われることがある。
江戸時代には甲州街道の宿場町として栄えた新宿副都心は、現在では渋谷副都心や池袋副都心とともに東京の3大副都心の一角に数えられ、日本最大級の繁華街が広がっている。

## 概要
新宿駅は世界最大の利用者数を誇るターミナル駅であるため、駅周辺の昼夜の人口増減が特に著しい。また新宿駅西口に面する西新宿は東京でも有数のオフィス街であり、超高層ビルが林立している。歓楽街として有名な歌舞伎町も新宿駅東口に位置している。北部には都心のベッドタウンとして人口が急激に増えた住宅地の落合や、早稲田大学をはじめ多くの教育機関が集積し学生街として栄える高田馬場といった地区があり、新宿周辺とともに旧・淀橋区域の主要な一角を占める。
東京都庁は1991年より千代田区丸の内から移転してきて以降、同区西新宿に位置しており、自治体として見た場合は「東京都の都庁所在地」に該当する。ただし、新宿区を含む23特別区は地方自治法において他の46道府県庁所在地とは異なる「特別地方公共団体」とされており、通常の市町村（普通地方公共団体）と同格に扱われていないため、国土地理院発行地図を始め都庁所在地の地名は慣例的に「旧東京市の後裔たる東京都区部の総称」として「東京」と表記されている。
かつての35区が22区（後の23区）に移行した1947年に発足した区である。また、旧・牛込区、旧・四谷区、旧・淀橋区の3区が「寄り合い所帯」となって誕生した経緯から、個性に富んだ地域が区内に点在する。甲州街道から江戸への玄関口・四谷大木戸が設けられ、江戸時代以降に繁栄を見せたのが四谷地域（旧四谷区）である。四谷見附から新宿駅東口の手前及び信濃町駅周辺までが四谷地域に該当するため、警察署や消防署、公立学校の学区域も四谷地域の施設を利用することになる。国立競技場があるほか、新宿御苑や明治神宮外苑はこの地域に所在し、自然豊かな側面を持つ地域でもある。
江戸時代にかけて田園の住宅地として都市開発され、明治時代には既に成熟した住宅地として機能してきたのが牛込地域（旧牛込区）である。牛込地域は住居表示未実施がほとんどであり、戦災被害が比較的軽かったため古くからの町並みが再開発の手から逃れているなど、様々な面で都内を代表する保守的地域であると言える。神楽坂、市谷、早稲田と呼ばれる地名は全て牛込地域内である。
このほか、早稲田大学や東京理科大学など大学・学校も多い。慶應義塾大学病院や東京医科大学病院、東京女子医科大学病院などの大学病院、国立国際医療研究センター病院などの大病院も集積している。また、新宿区は都内で最も外国人が多い区である。外国人のなかでもとりわけ、中国人と韓国人が多数居住している。 特に大久保、大久保駅、新大久保駅周辺から職安通りにはコリアタウンをはじめとする、アジア系の外国人コミュニティが形成されている。新宿区の人口の1割が外国人とされる。新宿区の発展に伴い、東京都庁や防衛庁（現・防衛省）などの官公庁も移転してきた。
このように、商業地と住宅地、歴史ある地名と再開発地域、多国籍といった、まさに大都市の光景を縮図にした性格を新宿区はもっている。
1970年辺りまでは、「若者の街」「若者文化の流行の発信地」といえば新宿だった。しかし、1973年に渋谷パルコが開業したことにより、その座を渋谷に奪われた。

## 人口
| |                                        |  |
| 新宿区と全国の年齢別人口分布（2005年） | 新宿区の年齢・男女別人口分布（2005年） |  |
| ■紫色 ― 新宿区 ■緑色 ― 日本全国 | ■青色 ― 男性 ■赤色 ― 女性              |  |
| 新宿区（に相当する地域）の人口の推移 \| 1970年（昭和45年） \| 390,657人 \| \| \| 1975年（昭和50年） \| 367,218人 \| \| \| 1980年（昭和55年） \| 343,928人 \| \| \| 1985年（昭和60年） \| 332,722人 \| \| \| 1990年（平成2年） \| 296,790人 \| \| \| 1995年（平成7年） \| 279,048人 \| \| \| 2000年（平成12年） \| 286,726人 \| \| \| 2005年（平成17年） \| 305,716人 \| \| \| 2010年（平成22年） \| 326,309人 \| \| \| 2015年（平成27年） \| 333,560人 \| \| \| 2020年（令和2年） \| 349,385人 \| \| |                                        |  |
| 総務省統計局 国勢調査より |                                        |  |
| 1970年（昭和45年） | 390,657人                              |  |
| 1975年（昭和50年） | 367,218人                              |  |
| 1980年（昭和55年） | 343,928人                              |  |
| 1985年（昭和60年） | 332,722人                              |  |
| 1990年（平成2年） | 296,790人                              |  |
| 1995年（平成7年） | 279,048人                              |  |
| 2000年（平成12年） | 286,726人                              |  |
| 2005年（平成17年） | 305,716人                              |  |
| 2010年（平成22年） | 326,309人                              |  |
| 2015年（平成27年） | 333,560人                              |  |
| 2020年（令和2年） | 349,385人                              |  |

年齢5歳階級別人口　男女別 [単位 人]

（2006年4月1日現在の住民基本台帳）
| 男性  | 年齢      | 女性  |
| ----- | --------- | ----- |
| 4261  | 0 - 4歳   | 4002  |
| 3834  | 5 - 9     | 3798  |
| 3889  | 10 - 14   | 3796  |
| 4837  | 15 - 19   | 4612  |
| 10772 | 20 - 24   | 9754  |
| 14750 | 25 - 29   | 12253 |
| 14722 | 30 - 34   | 12633 |
| 12457 | 35 - 39   | 11105 |
| 10322 | 40 - 44   | 9280  |
| 8630  | 45 - 49   | 7764  |
| 8410  | 50 - 54   | 7614  |
| 11212 | 55 - 59   | 10438 |
| 8087  | 60 - 64   | 8628  |
| 6823  | 65 - 69   | 8045  |
| 5913  | 70 - 74   | 7949  |
| 4156  | 75 - 79   | 6731  |
| 2696  | 80 - 84   | 5116  |
| 1282  | 85 - 89   | 2868  |
| 532   | 90 - 94   | 1377  |
| 111   | 95 - 99   | 371   |
| 10    | 100歳以上 | 39    |

年齢5歳階級別人口　総計 [単位 人]

（2006年4月1日現在の住民基本台帳）
| 年齢      | 人口  |
| --------- | ----- |
| 0 - 4歳   | 8263  |
| 5 - 9     | 7632  |
| 10 - 14   | 7685  |
| 15 - 19   | 9449  |
| 20 - 24   | 20526 |
| 25 - 29   | 27003 |
| 30 - 34   | 27335 |
| 35 - 39   | 23562 |
| 40 - 44   | 19602 |
| 45 - 49   | 16394 |
| 50 - 54   | 16024 |
| 55 - 59   | 21650 |
| 60 - 64   | 16715 |
| 65 - 69   | 14868 |
| 70 - 74   | 13862 |
| 75 - 79   | 10887 |
| 80 - 84   | 7812  |
| 85 - 89   | 4150  |
| 90 - 94   | 1909  |
| 95 - 99   | 482   |
| 100歳以上 | 49    |

データ出典：町丁別住民基本台帳人口（新宿区役所地域調整課統計係）

### 昼夜間人口差
2005年の夜間人口は303,809人であるが、区外からの通勤者と通学生および居住者のうちの区内残留人口の合計である昼間人口は770,094人で昼は夜の2.536倍の人口になる。

## 地理
新宿区は東京都区部の中央やや西側に位置する。

### 地勢

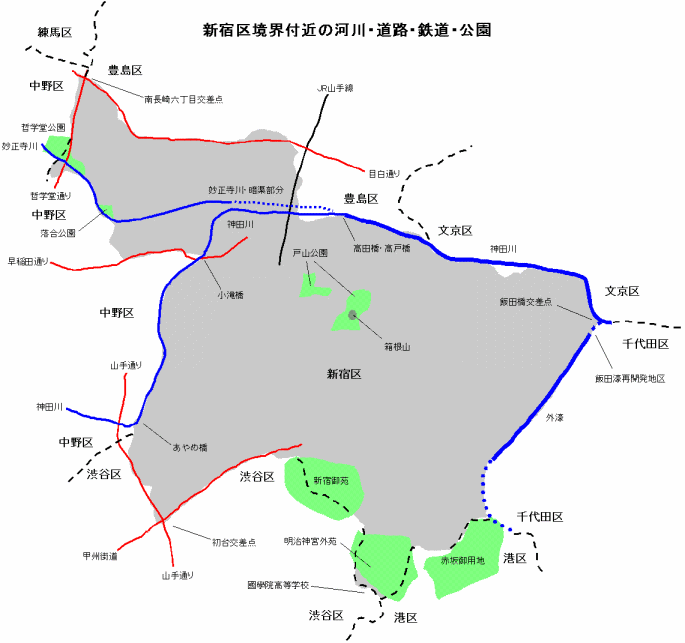
新宿区の
地勢・境界・隣接自治体

新宿区の地勢を巨視的に観察すると、武蔵野台地（下末吉面・武蔵野面）と江戸低地との境界部分に位置していることがわかる。
下末吉面（淀橋台）と武蔵野面（本郷台の一部と豊島台）とが折り重なるようにして高台（山手）を作っており、この折り重なりにより生まれた起伏が区内標高最高地点の箱根山（44.6メートル、戸山一丁目）として今日みとめられる。標高30メートル程度の淀橋台（新宿・西新宿地区など）と20メートル程度の豊島台（落合・大久保地区など）はおおむね連続した平坦な高台を形成しており、鉄道（現在のJR線）が敷設された近代以降急速に人口増加が進んだ。
これら高台に、標高10メートル未満の江戸低地が入り組んでいる。神田川・妙正寺川はこの低地部分に沿って流れており、かつては諏訪・戸塚地区をはじめとする広範な湿地帯を形成していた。近世には人為的に作られた水流（江戸城外濠・玉川上水）が付近に加わり、今日の新宿区の西と北東 - 南東の境界はこれら水流を基準に定められている。このほか、区内の靖国通りも低地に沿って建設されている。
こうした高台と低地とを往来するための坂道が区内にも多く見られ、古来より風情と文化を育んだ。
区内の年間平均気温は約15℃であり、東京都の気象観測所のある大手町付近と比べ約1℃ほど低い。冬は大手町よりも寒くなり、反対に夏は暑いこともある。

## 歴史
新宿区は、東京市四谷区・牛込区、豊多摩郡内藤新宿町・淀橋町・大久保町・戸塚町・落合町（5町はいずれも東京市に編入され、内藤新宿町は四谷区域、他の4町は淀橋区となる）を前身とする自治体で、1947年（昭和22年）3月15日に発足した。

### 沿革
- 1878年（明治11年）11月2日：郡区町村編制法が施行され、東京府は次の15区6郡に区画分けされる。
  - 麹町区・神田区・日本橋区・京橋区・芝区・麻布区・赤坂区・四谷区・牛込区・小石川区・本郷区・下谷区・浅草区・本所区・深川区・荏原郡・南豊島郡・北豊島郡・東多摩郡・南足立郡・南葛飾郡
- 1889年（明治22年）5月1日：東京府内に市制・町村制が施行される。
  - 東京市発足。以降、四谷区・牛込区など15区はこの東京市に属する。
  - 南豊島郡内に町村（内藤新宿町・淀橋町・大久保村・戸塚村・落合村・他）が発足。
  - 南豊島郡千駄ヶ谷村の一部を四谷区に編入。
  - 南豊島郡早稲田村を牛込区に編入。
  - 南豊島郡下落合村の一部を高田村に編入、飛地を北豊島郡長崎村に編入。
  - 南豊島郡内藤新宿添地町の飛地が四谷区に編入。
- 1891年（明治24年）3月18日：南豊島郡内藤新宿町の一部（大字内藤新宿一丁目の一部）が東京市に編入され、以降四谷区域の一部となる。
- 1896年（明治29年）4月1日：南豊島郡と東多摩郡が統合され豊多摩郡となる。
- 1898年（明治31年）12月1日：淀橋浄水工場（淀橋浄水場）通水。神田・日本橋地区に給水開始。
- 1912年（大正元年）12月1日：豊多摩郡大久保村が町制施行。大久保町発足。
- 1914年（大正03年）1月1日：豊多摩郡戸塚村が町制施行。戸塚町発足。

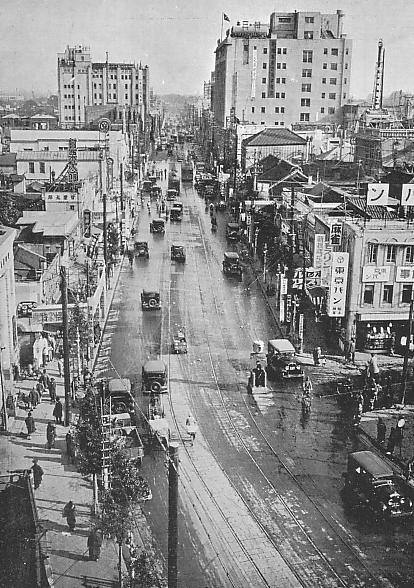
新宿通り（1933年）

- 1920年（大正09年）4月1日：豊多摩郡内藤新宿町の全域が東京市に編入され、以降四谷区域の一部となる。
- 1924年（大正13年）2月1日：豊多摩郡落合村が町制施行。落合町発足。
- 1932年（昭和7年）10月1日：豊多摩郡淀橋町・大久保町・戸塚町・落合町が東京市に編入。4町の町域をもって東京市淀橋区発足（この日、東京市には周辺82町村が編入され、淀橋区など20区が新たに発足。東京市域が大幅に拡大したため、以降「大東京市」などと表現されることもある）。
- 1943年（昭和18年）7月1日：東京都制施行により、東京府と東京市は廃止され東京都が発足。以降、四谷区・牛込区・淀橋区は東京都の行政区となる。
- 1946年（昭和21年）：東京都区域整理委員会（東京都の諮問機関）設置。四谷区・牛込区・淀橋区をはじめとする東京都35区の数を減らすことを目的とした区域再編問題が議論される。最終的には、以下のうち22区移行案を答申。
  - 12区移行案 - 四谷区・牛込区・小石川区（現在の文京区の西側）・淀橋区・豊島区の5区をひとつにする案
  - 22区移行案（25区移行案の修正） - 四谷区・牛込区・淀橋区の3区をひとつにする案（現行の23区とほぼ同じ。練馬区はのちに板橋区から分離するため、この段階での区数は22）
  - 25区移行案 - 四谷区・牛込区・淀橋区の3区をひとつにする案（のちの新宿区域に関しては22区移行案と同じ。違いは、赤坂区と渋谷区の合併、練馬区や玉川区の新設、足立区や江戸川区の区域変更などが盛り込まれていた）
- 1947年（昭和22年）
  - 3月15日：東京都制第141条により四谷区・牛込区・淀橋区を合併し、3区の区域をもって東京都新宿区発足（東京都の行政区として発足）。区長は東京都長官が任命（3月15日 - 4月12日元成純夫、4月13日 - 5月2日岡田昇三。元成はその後1955年（昭和30年）まで新宿区初代助役として岡田を支える）。新宿区役所は旧牛込区役所（箪笥町、現牛込箪笥区民センター）に置かれる。
  - 5月3日：地方自治法施行により、新宿区は特別区となる。公選により岡田昇三が区長に就任（岡田の区長在任期間は5期20年。1952年（昭和27年）の地方自治法改正により、3期目以降は公選ではなく、区議会が東京都知事の同意を得て選任。なお、岡田は1945年（昭和20年）淀橋区長に任命された経験がある）。
- 1949年（昭和24年）3月15日：区歌「大新宿区の歌」制定。
- 1950年（昭和25年）1月1日：区役所を歌舞伎町に移転（1度目の移転）。
- 1965年（昭和40年）3月31日：淀橋浄水場（角筈三丁目、現座の西新宿二丁目）廃止。浄水場機能は東村山浄水場（東村山市）に移転。以後、跡地は新宿副都心地区として整備計画が本格化する。
- 1966年（昭和41年）11月21日：区役所新庁舎（現本庁舎、歌舞伎町一丁目）完成し、旧庁舎から移転。業務開始（2度目の移転、現在に至る）。
- 1967年（昭和42年）
  - 3月15日：区の紋章を制定。
  - 10月6日：任期満了により岡田昇三が区長を引退。
  - 後任の区長には助役の伊藤俊行が内定しており、都知事の同意も得ていた。ところが、伊藤が二重に住民登録をしていることが区議会で問題視されたため区長就任には至らなかった。その後も新たな候補者の選任が難航し、ほぼ1年間にわたり区長が不在となる。
  - 12月17日：助役（伊藤俊行）と収入役が任期満了を迎える。区長が不在のため新たな助役・収入役の任命を行うことができず、翌年の山本区長就任まで空席となる。この助役空席期間における区長職務は、新宿区役所総務部長の内田義雄が代理執行。
- 1968年（昭和43年）10月4日：新宿区教育委員長の山本克忠が区長に就任（山本の区長在任期間は6期23年。1975年（昭和50年）の地方自治法改正により、3期目以降は公選による。1991年（平成3年）の区長選挙に立候補するも僅差で落選、引退）。
- 1972年（昭和47年）9月19日：区の花を「つつじ」に、区の木を「けやき」に制定。
- 1975年（昭和50年）4月1日：新宿中央公園が東京都から新宿区に移管される。

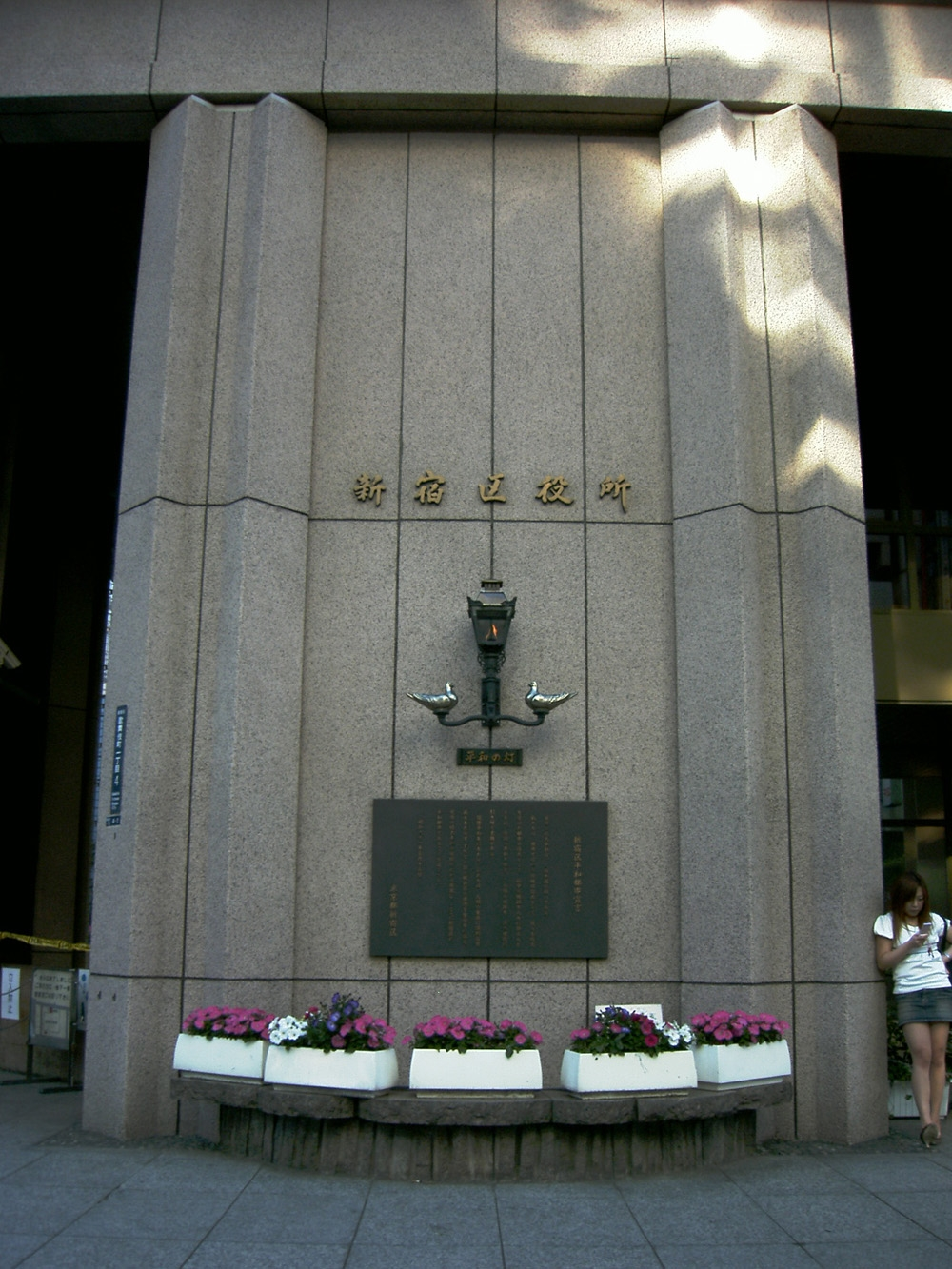
新宿区役所・本庁舎前

- 1977年（昭和52年）：区役所分庁舎が歌舞伎町（現歌舞伎町一丁目・現第一分庁舎建設地）に完成、業務開始。
- 1986年（昭和61年）：平和都市宣言。
- 1989年（平成元年）9月18日：区役所第二分庁舎（歌舞伎町一丁目・現本庁舎から30メートル北に位置する建物を賃借）完成、業務開始（すでに第一分庁舎の建設計画が決まっていたため、第二分庁舎と名付けられた）。これに伴い、分庁舎は改築工事のため閉鎖。
- 1991年（平成3年）
  - 4月1日：東京都庁第一本庁舎・第二本庁舎・都議会議事堂（西新宿二丁目）が完成し、旧都庁舎（千代田区丸の内三丁目・現東京国際フォーラム建設地）から移転完了、業務開始。
  - 4月27日：東京都議会議員の経歴をもつ小野田隆が区長に就任（小野田の区長在任期間は3期11年。2002年（平成14年）に自身の住民税滞納問題が発覚し任期途中に辞職）。
  - 旧分庁舎跡地に区役所第一分庁舎（歌舞伎町一丁目・現第一分庁舎）完成、業務開始。
- 1994年（平成6年）：環境都市宣言。
- 1995年（平成7年）10月：財政非常事態を宣言。
- 1997年（平成9年）4月28日：区役所四谷庁舎（内藤町・四谷区民センター内）完成、業務開始。これに伴い、第二分庁舎は廃止。
- 2000年（平成12年）：防衛庁本庁庁舎が港区赤坂九丁目（防衛庁檜町地区。いわゆる六本木庁舎。現在は東京ミッドタウン）から新宿区市谷本村町（防衛庁市ヶ谷地区）に移転完了。
- 2002年（平成14年）
  - 10月9日：小野田区長が辞職（後任区長の就任までの期間、新宿区助役の高橋和雄が区長職務を代理）。
  - 11月24日：東京都幹部職員の経歴をもつ中山弘子が区長に就任（女性区長の誕生は東京23区初）。
- 2003年（平成15年）
  - 4月7日：区の「未来特使」に「鉄腕アトム」を任命。
  - 4月25日：2001 - 2002年度の実質単年度収支が黒字となったため財政非常事態宣言を「とりやめる」と発表。
- 2004年（平成16年）2月9日：区役所第二分庁舎（新宿五丁目・現第二分庁舎）完成、業務開始。これに伴い四谷庁舎は廃止。
- 2005年（平成17年）8月：ポイ捨て・路上喫煙禁止を定める「新宿区空き缶等の散乱及び路上喫煙による被害の防止に関する条例」を施行。
- 2012年（平成24年）9月：区役所本庁舎の耐震指標（IS値）が公共施設の目標値0.7を大幅に下回る0.15と判明。震度6で倒壊する可能性が指摘され、区長が2014年度に耐震補強工事を行うことを表明[11]。

### 区名由来
新宿とは、もともとは豊多摩郡内藤新宿町のことである。1920年（大正9年）、東京市四谷区に合併編入された際に新宿一 - 三丁目（現在の新宿一 - 三丁目全体の区画とほぼ同じ）となり、新宿駅の発展とともに世界有数の繁華街・商業地区へと変貌を遂げた。その名前の由来は、1698年に甲州街道の新たな宿場町として、信州高遠藩内藤若狭守の下屋敷に「内藤新宿（四谷内藤新宿とも）」が開かれたことによる。四谷区・牛込区・淀橋区が合併する際、
- 「内藤新宿」は古い文献にも出てくるため歴史を感じさせる。
- 新宿御苑（四谷区）や新宿駅（淀橋区）などの言葉が全国的に有名である。
- 区内のほかの地名より「普遍的である」。

との理由で新区名に採用された。
この新区名決定は困難をきわめた。そもそもこの合併自体が区側の発議によるものではなかったため反対の声が根強く（淀橋区は中野区や渋谷区と、牛込区は小石川区や麹町区と、四谷区は麹町区との合併を模索するような動きさえあった）、これらの声に最大限配慮し対等な合併であることを強調するためそれぞれの区名を新区名に採用しないことが合併の条件として付け加えられた（『四谷怪談』など四谷という地名は比較的知名度があるとして当初は「四谷区」が新区名に採用される見込みだったが、これにより不採用となった）。歴史的経緯がまったく異なる地区同士の合併であったため地域の総称やシンボルが存在せず、また3区の合併であるため大田区のような合成区名をつけることも難しかった（この時期に合併して誕生した区は、港区以外はどこも2区合併。また、港区の場合、前身の3区はすべて東京府発足当初から区部だったのに対し、新宿区の場合は四谷区や牛込区といった区部と内藤新宿町や淀橋区といった元郡部にまたがっているため事情を複雑にしていた）。
最終的に新区名は新宿区とすることが決まったが、牛込区はこの名前に当初難色を示した。新宿御苑も新宿駅周辺も牛込区には何ら関係がなく、新宿という「郊外の地区」の名前では牛込地区を連想することができなくなるとの理由からである（新宿区発足時には他にも新しく9の区名が東京都内に誕生したが、区内の1地区の名称を新区名に採用したのは新宿区だけだった。多くはシンボルなどに基づく瑞祥区名を採用している）。これが後に、牛込地区を中心に旧町名を残す運動が盛り上がる要因のひとつとなった。
新区名の候補として、他に
- 「戸山区」- 戸山は牛込区内の地名。戸山公園がある。地理的に3区のほぼ中央に位置することから候補になった。当時東京新聞が実施した調査（新区名の人気投票）では、得票数一位だった候補名。全国的な知名度から新宿区のほうが「普遍的である」と判断され、採用ならず。
- 「武蔵野区」- 武蔵野は武蔵野国・武蔵野台地に由来する広域地名。周辺他区の新区名候補でもあったため、選考から外されたものと思われる。
- 「山手区」 - 山手は武蔵野台地に由来する広域地名。周辺他区の新区名候補でもあったため、選考から外されたものと思われる。
- 「早稲田区」 - 早稲田は牛込区内の地名。牛込は明治期の文学者所縁の地が多く、早稲田もそのひとつ。早稲田大学がある。新宿区のほうが「普遍的である」と判断され、採用ならず。
- 「市谷区」 - 市谷は牛込区内の地名。JRの駅名（市ケ谷駅）にもなっている。この地区の広大な敷地が陸軍士官学校（2016年現在は防衛省市ヶ谷庁舎が所在）となっているため、そのイメージに固定されてしまうと懸念され選考からはずされた。
- 「富士見区」 - 瑞祥地名。
- 「花園区」 - 花園は四谷区内の地名。花園神社や花園小学校などにその名前が残っている。京都市や東大阪市などに全国的に有名な花園という地名が存在するため選考から外されたものと思われる。
- 「柏木区」 - 柏木は淀橋区内の地名。

などが挙がっていた。

### 過去の出来事
浄瑠璃坂の仇討
1672年（寛文12年）2月3日、現新宿区市谷砂土原町の浄瑠璃坂にあった戸田七之助の屋敷に、奥平源八の一党が父の仇討のために討ち入る。仇の奥平隼人の探索に失敗して引き上げる途中、追ってきた隼人を近くの牛込御門前にて殺害。約20人死亡。
高田馬場の決闘
1694年3月6日（元禄7年2月11日）、高田馬場（現・新宿区西早稲田）にて伊予国西条藩松平頼純の家臣が決闘。約5人死亡。後に赤穂事件に参加した堀部武庸が助太刀して名を挙げた。
寿産院事件
1946年（昭和21年）4月から1948年（昭和23年）1月にかけて、東京都新宿区市谷柳町の寿産院院長とその夫が、多数の嬰児を凍死、餓死などさまざまな死因で殺害した（正確な被害者数は不明）。同院では嬰児に対する虐待が常態となっており、新聞広告などによって200人以上の乳幼児を集め、養育費を受けとりながら食事をろくに与えずに、84人を死亡させた。
嶋中事件（風流夢譚事件）
雑誌『中央公論』1960年12月号に掲載された深沢七郎の小説『風流夢譚』が民衆が皇太子・皇太子妃を斬首する内容や皇居を襲撃する内容を描いていることに抗議して、1961年（昭和36年）2月1日に右翼の大日本愛国党の少年が、新宿区市ヶ谷にある中央公論社社長の嶋中鵬二宅に押しかけ、家政婦を殺害し夫人に重傷を負わせた
米軍燃料輸送列車事故
1967年（昭和42年）8月8日新宿駅構内で、渡り線を通過中の中央線立川行き貨物列車（米軍基地への燃料輸送列車）の側面に、中央線上りの浜川崎行き貨物列車が停止信号を盲進し衝突。脱線・転覆したタンク車から漏れた航空燃料に引火し、機関車とタンク車3両が炎上した。死傷者は出なかったものの、激しい火災の消火と復旧作業に手間取ったことから復旧が遅れ、中央線は丸1日ストップした。
新宿騒乱事件
1968年（昭和43年）10月21日の国際反戦デーの深夜、新宿駅を中心に集結した大規模な全学連の学生運動に対し騒乱罪が適用され、翌朝に催涙弾で制圧された。
新宿西口広場反戦フォークゲリラ事件
1969年（昭和44年）より開催されていた反戦フォーク集会（最大で4万人が集結したともいわれている）が通行の邪魔になるとして、機動隊と衝突。騒乱となった。以降、“広場”ではなく道路交通法上の「道路」と指定換えがされ、集会は禁止となった。
三島事件（楯の会事件）
1970年（昭和45年）8月19日、作家の三島由紀夫が新宿区市谷本村町の市ヶ谷駐屯地にあった陸上自衛隊東部方面総監部の総監室を「楯の会」メンバー4人と共に占拠し、憲法改正のため自衛隊の決起（クーデター）を呼びかけた後に「楯の会」メンバー1人と共に割腹自殺をした。
新宿クリスマスツリー爆弾事件
1971年（昭和46年）12月24日、新宿区新宿3丁目の四谷警察署追分派出所付近で、黒ヘルグループの鎌田俊彦を中心とするグループが仕掛けた、クリスマスツリーに偽装した時限爆弾が爆発。警察官2人と通行人7人が重軽傷を負った。
新宿西口バス放火事件
1980年（昭和55年）8月19日、新宿駅西口バスターミナルの路線バスに男が放火、6人が死亡、14人が重軽傷を負う惨事となった。
新宿歌舞伎町ラブホテル連続殺人事件
1981年（昭和56年）3月 - 6月に新宿区歌舞伎町のラブホテルで3人の女性が相次いで何者かに殺害された事件。結局事件はいずれも未解決のまま公訴時効が成立した（うち被害者1人の身元は現在も不明のまま）が、プライバシー重視を売りにしたラブホテルの防犯対策が真剣に考えられるようになった契機にもなった。
新宿歌舞伎町ディスコナンパ殺傷事件
1982年（昭和57年）6月、家出中の女子中学生2人が新宿区歌舞伎町のディスコで若い男に誘われ、千葉市花見川区内で殺傷された事件。被害者の証言を基に作成された容疑者の似顔絵が公表されたが、結局事件は未解決のまま公訴時効が成立した。
歌舞伎町付近の「中国人マフィア」関連の抗争事件
1987年2月、歌舞伎町近くにあったマンションで台湾マフィア同士の銃撃戦が展開され、3名が死亡。
1987年12月、大久保のマンションで台湾マフィア幹部2名が射殺される。
1992年9月、台湾マフィアの一因が職務質問した警察官2名を射殺。
1994年6月、中国クラブで福建人アウトローが上海人と揉め、その男を刺殺して逃亡。
1994年8月10日、「歌舞伎町・快活林事件」（いわゆる青竜刀事件）　中国料理屋「快活林」にて、刃物をもった男が店員と客を切りつけ、2名死亡、1名が重傷。
1999年　韓国カジノとクラブの経営者が射殺される。
2000年　貸し金庫の管理をしていた女性が中国人に殺害される。
2001年8月　福建マフィアによる中国クラブ「V」強盗殺人事件。日本人店長が殺害される。
2002年9月　歌舞伎町喫茶店「パリジェンヌ」で中国東北グループに属する中国人マフィアのメンバーが歌舞伎町を縄張りとする住吉会幸平一家の組員二人を射殺。
2002年10月、上記の報復で住吉会幸平一家は、中国側運転手を刺殺。死体を新宿区上落合に遺棄。
2003年3月　大久保のマンションで中国人殺害される。
戸山人骨問題
1989年（平成元年）7月、国立感染症研究所（戸山一丁目、当時品川区から新宿区に移転中）の移転予定地の工事現場から、人為的損傷痕のある不自然な人骨が35体発見された。この地はかつて陸軍軍医学校の敷地だったため、戦前の陸軍による人体標本説や人体実験説などの憶測も呼んだ。人骨は鑑定後新宿区により焼却埋葬される予定だったが、鑑定結果は陸軍の関与を示しているとして真相究明を求める運動が起こり、人骨の焼却差止め訴訟に発展した。
歌舞伎町ビル火災
2001年（平成13年）9月1日、歌舞伎町の風俗店などが入居するビルから出火、死者44人を出す大惨事となった。消防査察の強化をはじめ、歌舞伎町浄化政策を促すこととなった。
新宿歴史博物館盗難事件
2002年（平成14年）、新宿区立新宿歴史博物館（四谷三栄町）の所蔵品の一部（林芙美子の書簡7点）が競売入札にかけられていることが発覚（新宿区の公式プレスリリースでは、競争入札にかけられていることを新宿区の職員が把握したのは6月20日であるとしている）。新宿区はこれを27万円で買い戻すとともに、盗難届を出して内部調査を開始した。8月23日、新宿区役所環境保全課の職員（犯行時には新宿歴史博物館学芸課に勤務）がこれら所蔵品の横領と転売の容疑で逮捕され、自宅と新宿区役所が家宅捜索されるに至った。この時期には「夏目漱石の『道草』草稿など20点の所在も不明である」「新宿歴史博物館は所蔵資料を定期的にチェックしておらず、前回の点検は7年前であった」との報道もなされ、博物館の管理体制の甘さを露呈した。
現職区長の住民税滞納問題
2002年（平成14年）10月、新宿区長の小野田隆が住民税などの納税を滞納していることが発覚。当時新宿区は財政非常事態宣言を出し福祉行政の見直しを進めていただけに、区民から大きな批判を浴びた。数日後、滞納額は所得税と相続税11億7,600万円、都民税と区民税3,700万円の総額12億1,300万円と報道され、小野田は区長を引責辞任。また、新宿区の職員が直接小野田に督促していなかったことや、小野田の滞納が今回はじめてではなかった事実も明らかになり、住民税滞納者への臨戸徴収（自宅訪問徴収）を一時見合わせるなど、区政も混乱した。

## 町名
新宿区では、全域の約7割の地域で住居表示に関する法律に基づく住居表示が実施されている。

### 新宿区役所区民課管内
| 町名           | 住居表示実施年月日 | 住居表示実施直前町名                                                                                    | 備考                                                                                         |
| -------------- | ------------------ | --- | -------------------------------------------------------------------------------------------- |
| 市谷鷹匠町     | 未実施             | |                                                                                              |
| 神楽河岸       | 1988年2月15日      | 神楽河岸（大部分）、揚場町、下宮比町、神楽坂1（以上道路のみ）                                           | 1983年8月18日付で当町と千代田区飯田橋四丁目との間の区境が変更（等面積交換）されている。      |
| 神楽坂一丁目   | 未実施             | |                                                                                              |
| 霞ヶ丘町       | 2003年9月29日      | 霞岳町（大部分）、南元町（一部）                                                                        | 信濃町駅前の交番の旧所在地、及び大京町・南元町の南に接する道路敷は町名変更及び住居表示未実施 |
| 片町           | 2009年2月16日      | 片町（大部分）、住吉町、市谷本村町（以上道路のみ）                                                      | 町域北東端の市谷本村町寄りの区域は住居表示未実施                                             |
| 歌舞伎町一丁目 | 1978年2月1日       | 歌舞伎町（全）、三光町、角筈1、百人町1（以上一部）、柏木1、角筈2（以上鉄道用地のみ）、新宿3（道路のみ） |                                                                                              |
| 下宮比町       | 1988年2月15日      | 下宮比町（大部分）、新小川町2、揚場町、津久戸町、神楽河岸（以上道路のみ）                               |                                                                                              |
| 西早稲田一丁目 | 1975年6月1日       | 戸塚町1                                                                                                 |                                                                                              |
| 早稲田鶴巻町   | 未実施             | |                                                                                              |

### 新宿区役所榎町特別出張所管内
| 町名         | 住居表示実施年月日 | 住居表示実施前の町名など                                       | 備考                   |
| ------------ | ------------------ | -------------------------------------------------------------- | ---------------------- |
| 市谷薬王寺町 | 2023年11月6日      | 市谷薬王寺町（大部分）、市谷本村町、市谷仲之町（以上道路のみ） | 道路部分の一部は未実施 |
| 市谷柳町     | 未実施             |                                                                |                        |
| 原町一丁目   | 未実施             |                                                                |                        |
| 原町二丁目   | 未実施             |                                                                |                        |
| 原町三丁目   | 未実施             |                                                                |                        |
| 弁天町       | 未実施             |                                                                |                        |
| 喜久井町     | 未実施             |                                                                |                        |
| 早稲田町     | 未実施             |                                                                |                        |
| 早稲田南町   | 未実施             |                                                                |                        |
| 馬場下町     | 未実施             |                                                                |                        |
| 榎町         | 未実施             |                                                                |                        |
| 東榎町       | 未実施             |                                                                |                        |
| 中里町       | 未実施             |                                                                |                        |
| 天神町       | 未実施             |                                                                |                        |
| 山吹町       | 未実施             |                                                                |                        |
| 赤城下町     | 未実施             |                                                                |                        |
| 築地町       | 未実施             |                                                                |                        |
| 水道町       | 1989年11月6日      | 水道町（大部分）、築地町、改代町（以上道路のみ）               |                        |
| 改代町       | 未実施             |                                                                |                        |
| 市谷仲之町   | 1986年2月24日      | 市谷仲之町（大部分）、住吉町、市谷河田町、片町（以上道路のみ） |                        |

### 新宿区役所大久保特別出張所管内
| 町名           | 住居表示実施年月日 | 住居表示実施前の町名など                   | 備考 |
| -------------- | ------------------ | ------------------------------------------ | ---- |
| 新宿六丁目     | 1978年7月1日       | 東大久保1・2、西大久保1                    |      |
| 新宿七丁目     | 1978年7月1日       | 東大久保2、西大久保2                       |      |
| 歌舞伎町二丁目 | 1978年2月1日       | 西大久保1                                  |      |
| 大久保一丁目   | 1978年7月1日       | 西大久保1・2、百人町4、戸塚町3（線路のみ） |      |
| 大久保二丁目   | 1978年7月1日       | 西大久保3                                  |      |
| 大久保三丁目   | 1978年7月1日       | 西大久保4、百人町4、戸塚町3（線路のみ）    |      |
| 百人町一丁目   | 1971年6月1日       | 百人町2                                    |      |
| 百人町二丁目   | 1971年6月1日       | 百人町3・4                                 |      |
| 百人町三丁目   | 1971年6月1日       | 百人町4、戸塚町3・4                        |      |
| 百人町四丁目   | 1975年6月1日       | 百人町4、戸塚町3・4                        |      |
| 戸山三丁目     | 1981年6月1日       | 戸山町、諏訪町（一部）、西大久保4（一部）  |      |

### 新宿区役所落合第一特別出張所管内
| 町名         | 住居表示実施年月日 | 住居表示実施前の町名など              | 備考 |
| ------------ | ------------------ | ------------------------------------- | ---- |
| 下落合一丁目 | 1972年1月1日       | 下落合1（全）、下落合2・3、戸塚町3・4 |      |
| 下落合二丁目 | 1972年1月1日       | 下落合1（全）、下落合2・3、戸塚町3・4 |      |
| 下落合三丁目 | 1972年1月1日       | 下落合1（全）、下落合2・3、戸塚町3・4 |      |
| 下落合四丁目 | 1972年1月1日       | 下落合1（全）、下落合2・3、戸塚町3・4 |      |
| 上落合一丁目 | 1966年11月10日     | 上落合1・2、下落合2・3                |      |
| 上落合二丁目 | 1966年11月10日     | 上落合1・2、下落合2・3                |      |
| 中落合一丁目 | 1965年8月1日       | 下落合2〜4、西落合1、上落合2          |      |
| 中落合二丁目 | 1965年8月1日       | 下落合2〜4、西落合1、上落合2          |      |

### 新宿区役所落合第二特別出張所管内
| 町名         | 住居表示実施年月日 | 住居表示実施前の町名など           | 備考 |
| ------------ | ------------------ | ---------------------------------- | ---- |
| 西落合一丁目 | 1965年8月1日       | 西落合1・3（全）、西落合2、下落合4 |      |
| 西落合二丁目 | 1965年8月1日       | 西落合1・3（全）、西落合2、下落合4 |      |
| 西落合三丁目 | 1965年8月1日       | 西落合1・3（全）、西落合2、下落合4 |      |
| 西落合四丁目 | 1965年8月1日       | 西落合1・3（全）、西落合2、下落合4 |      |
| 中落合三丁目 | 1965年8月1日       | 下落合2〜4、西落合1、上落合2       |      |
| 中落合四丁目 | 1965年8月1日       | 下落合2〜4、西落合1、上落合2       |      |
| 中井一丁目   | 1965年8月1日       | 下落合5（全）、下落合3・4、上落合2 |      |
| 中井二丁目   | 1965年8月1日       | 下落合5（全）、下落合3・4、上落合2 |      |
| 上落合三丁目 | 1966年11月10日     | 上落合1・2、下落合2・3             |      |

### 新宿区役所柏木特別出張所管内
| 町名         | 住居表示実施年月日 | 住居表示実施前の町名など                                | 備考 |
| ------------ | ------------------ | ------------------------------------------------------- | ---- |
| 西新宿六丁目 | 1970年4月1日       | 淀橋、角筈3、柏木1                                      |      |
| 西新宿七丁目 | 1971年1月1日       | 柏木1、角筈1・2、百人町1                                |      |
| 西新宿八丁目 | 1971年1月1日       | 柏木1、十二社、淀橋、角筈3（以上全）、角筈1・2、百人町1 |      |
| 北新宿一丁目 | 1971年1月1日       | 柏木2・3                                                |      |
| 北新宿二丁目 | 1971年1月1日       | 柏木2                                                   |      |
| 北新宿三丁目 | 1971年1月1日       | 柏木2〜4                                                |      |
| 北新宿四丁目 | 1971年1月1日       | 柏木4・5                                                |      |

### 新宿区役所箪笥町特別出張所管内
| 町名               | 住居表示実施年月日 | 住居表示実施前の町名など                                                                          | 備考                                                 |
| ------------------ | ------------------ | ------------------------------------------------------------------------------------------------- | ---------------------------------------------------- |
| 箪笥町             | 未実施             |                                                                                                   |                                                      |
| 市谷本村町         | 1984年11月5日      | 市谷本村町（大部分）、市谷薬王寺町、市谷仲之町、坂町、本塩町、片町（以上道路のみ）                | 町域の一部は住居表示未実施（42番地）                 |
| 市谷八幡町         | 未実施             |                                                                                                   |                                                      |
| 市谷長延寺町       | 未実施             |                                                                                                   |                                                      |
| 市谷左内町         | 未実施             |                                                                                                   |                                                      |
| 市谷砂土原町一丁目 | 未実施             |                                                                                                   |                                                      |
| 市谷砂土原町二丁目 | 未実施             |                                                                                                   |                                                      |
| 市谷砂土原町三丁目 | 未実施             |                                                                                                   |                                                      |
| 市谷田町一丁目     | 未実施             |                                                                                                   |                                                      |
| 市谷田町二丁目     | 未実施             |                                                                                                   |                                                      |
| 市谷田町三丁目     | 未実施             |                                                                                                   |                                                      |
| 市谷船河原町       | 未実施             |                                                                                                   |                                                      |
| 払方町             | 未実施             |                                                                                                   |                                                      |
| 納戸町             | 未実施             |                                                                                                   |                                                      |
| 細工町             | 1990年11月5日      | 細工町（大部分）、南山伏町、納戸町（以上道路のみ）                                                |                                                      |
| 中町               | 未実施             |                                                                                                   |                                                      |
| 北町               | 未実施             |                                                                                                   |                                                      |
| 南町               | 未実施             |                                                                                                   |                                                      |
| 袋町               | 未実施             |                                                                                                   |                                                      |
| 神楽坂二丁目       | 未実施             |                                                                                                   |                                                      |
| 神楽坂三丁目       | 未実施             |                                                                                                   |                                                      |
| 神楽坂四丁目       | 未実施             |                                                                                                   |                                                      |
| 神楽坂五丁目       | 未実施             |                                                                                                   |                                                      |
| 神楽坂六丁目       | 未実施             |                                                                                                   |                                                      |
| 揚場町             | 1988年2月15日      | 揚場町（大部分）、下宮比町（一部）、津久戸町（道路のみ）、神楽坂1〜3（道路のみ）                  |                                                      |
| 若宮町             | 未実施             |                                                                                                   |                                                      |
| 岩戸町             | 未実施             |                                                                                                   |                                                      |
| 横寺町             | 未実施             |                                                                                                   |                                                      |
| 矢来町             | 未実施             |                                                                                                   |                                                      |
| 赤城元町           | 1989年11月6日      | 赤城元町（大部分）、神楽坂6（一部）、赤城下町（道路のみ）、矢来町（道路のみ）                     |                                                      |
| 白銀町             | 1988年2月15日      | 白銀町（大部分）、神楽坂5（一部）、神楽坂6、東五軒町、赤城元町（以上道路のみ）                    | 町域の一部は住居表示未実施（12〜18番地、25・26番地） |
| 津久戸町           | 1988年2月15日      | 津久戸町（大部分）、筑土八幡町（一部）、白銀町（道路のみ）、神楽坂3・4（道路のみ）                |                                                      |
| 筑土八幡町         | 1988年2月15日      | 筑土八幡町（大部分）、津久戸町（道路のみ）、白銀町（道路のみ）                                    |                                                      |
| 新小川町           | 1982年7月5日       | 新小川町1・3（全）、新小川町2（大部分）、津久戸町、筑土八幡町、東五軒町、下宮比町（以上道路のみ） |                                                      |
| 東五軒町           | 1982年7月5日       | 東五軒町（大部分）、西五軒町、赤城下町、白銀町、筑土八幡町（以上道路のみ）                        |                                                      |
| 西五軒町           | 1989年11月6日      | 西五軒町（大部分）、赤城元町、築地町、水道町（以上道路のみ）                                      |                                                      |
| 市谷加賀町一丁目   | 1984年11月5日      | 市谷加賀町1・2（大部分）、市谷本村町、市谷薬王寺町、市谷柳町（以上道路のみ）                      |                                                      |
| 市谷加賀町二丁目   | 1984年11月5日      | 市谷加賀町1・2（大部分）、市谷本村町、市谷薬王寺町、市谷柳町（以上道路のみ）                      |                                                      |
| 二十騎町           | 1990年11月5日      | 二十騎町（大部分）、市谷甲良町、市谷加賀町1・2、納戸町（以上道路のみ）                            |                                                      |
| 南山伏町           | 1990年11月5日      | 南山伏町（大部分）、二十騎町、納戸町、市谷甲良町（以上道路のみ）                                  |                                                      |
| 市谷甲良町         | 1990年11月5日      | 市谷甲良町（大部分）、市谷加賀町2（道路のみ）、市谷柳町（以上道路のみ）                           |                                                      |
| 市谷山伏町         | 1990年11月5日      | 市谷山伏町（大部分）、市谷柳町（道路のみ）、市谷甲良町（道路のみ）                                |                                                      |
| 南榎町             | 未実施             |                                                                                                   |                                                      |
| 北山伏町           | 1990年11月5日      | 北山伏町（全）                                                                                    |                                                      |

### 新宿区役所角筈特別出張所管内
| 町名         | 住居表示実施年月日 | 住居表示実施前の町名など | 備考 |
| ------------ | ------------------ | ------------------------ | ---- |
| 西新宿一丁目 | 1970年4月1日       | 角筈1～3                 |      |
| 西新宿二丁目 | 1970年4月1日       | 十二社、淀橋、角筈3      |      |
| 西新宿三丁目 | 1970年4月1日       | 角筈3                    |      |
| 西新宿四丁目 | 1970年4月1日       | 十二社、淀橋、角筈3      |      |
| 西新宿五丁目 | 1970年4月1日       | 淀橋                     |      |

### 新宿区役所戸塚特別出張所管内
| 町名           | 住居表示実施年月日 | 住居表示実施前の町名など                 | 備考                                                                                     |
| -------------- | ------------------ | ---------------------------------------- | ---------------------------------------------------------------------------------------- |
| 戸塚町         | 未実施             |                                          | もとは一〜四丁目があった。1975年の住居表示実施以降、一丁目東端の一部のみが存続している。 |
| 高田馬場一丁目 | 1975年6月1日       | 諏訪町、戸塚町2・3                       |                                                                                          |
| 高田馬場二丁目 | 1975年6月1日       | 戸塚町2・3                               |                                                                                          |
| 高田馬場三丁目 | 1975年6月1日       | 戸塚町3・4、下落合2、柏木5（道路のみ）   |                                                                                          |
| 高田馬場四丁目 | 1975年6月1日       | 戸塚町3・4                               |                                                                                          |
| 西早稲田二丁目 | 1975年6月1日       | 高田町（全）、戸塚町1・2、諏訪町、戸山町 |                                                                                          |
| 西早稲田三丁目 | 1975年6月1日       | 戸塚町1・2                               |                                                                                          |

### 新宿区役所四谷特別出張所管内
| 町名       | 住居表示実施年月日 | 住居表示実施前の町名など                                       | 備考 |
| ---------- | ------------------ | -------------------------------------------------------------- | ---- |
| 四谷一丁目 | 2019.10.1（一部）  |                                                                |      |
| 四谷二丁目 | 未実施             |                                                                |      |
| 四谷三丁目 | 未実施             |                                                                |      |
| 四谷四丁目 | 未実施             |                                                                |      |
| 四谷坂町   | 2015年7月21日      | 坂町                                                           |      |
| 四谷三栄町 | 2018年8月13日      | 三栄町                                                         |      |
| 四谷本塩町 | 2017年9月19日      | 本塩町                                                         |      |
| 若葉一丁目 | 未実施             |                                                                |      |
| 若葉二丁目 | 未実施             |                                                                |      |
| 若葉三丁目 | 未実施             |                                                                |      |
| 須賀町     | 未実施             |                                                                |      |
| 舟町       | 未実施             |                                                                |      |
| 南元町     | 未実施             |                                                                |      |
| 愛住町     | 未実施             |                                                                |      |
| 荒木町     | 未実施             |                                                                |      |
| 新宿一丁目 | 1973年1月1日       | 新宿1、花園町                                                  |      |
| 新宿二丁目 | 1973年1月1日       | 新宿1・2                                                       |      |
| 新宿三丁目 | 1973年1月1日       | 新宿2・3、角筈1・2                                             |      |
| 新宿四丁目 | 1973年1月1日       | 新宿4（全）                                                    |      |
| 新宿五丁目 | 1978年7月1日       | 番衆町（全）、三光町（一部）、花園町、新宿1・2（以上道路のみ） |      |
| 左門町     | 未実施             |                                                                |      |
| 信濃町     | 未実施             |                                                                |      |
| 内藤町     | 未実施             |                                                                |      |
| 大京町     | 未実施             |                                                                |      |

### 新宿区役所若松町特別出張所管内
| 町名       | 住居表示実施年月日 | 住居表示実施前の町名など                                                                                     | 備考 |
| ---------- | ------------------ | --- | ---- |
| 若松町     | 1982年7月5日       | 若松町（大部分）、原町3（一部）、戸山町、余丁町、市谷河田町（以上道路のみ）                                  |      |
| 余丁町     | 1986年11月4日      | 余丁町（大部分）、東大久保2、市谷冨久町、市谷台町（以上一部）                                                |      |
| 富久町     | 1983年8月1日       | 市谷冨久町（大部分）、市谷台町（一部）、余丁町（一部）、花園町、四谷4、愛住町（以上道路のみ）                |      |
| 市谷台町   | 2002年4月1日       | 市谷台町（大部分）、市谷冨久町（道路のみ）                                                                   |      |
| 住吉町     | 1986年11月4日      | 住吉町（大部分）、市谷冨久町、舟町、片町（以上一部）、市谷河田町、余丁町、市谷台町、愛住町、（以上道路のみ） |      |
| 河田町     | 1986年2月24日      | 市谷河田町（大部分）、原町3（一部）、住吉町（一部）、若松町（一部）、市谷仲之町、余丁町（以上道路のみ）      |      |
| 戸山一丁目 | 1981年6月1日       | 戸山町、東大久保2（道路のみ）                                                                                |      |
| 戸山二丁目 | 1981年6月1日       | 戸山町、若松町（道路のみ）、喜久井町（道路のみ）                                                             |      |

### 住居表示と町名保存

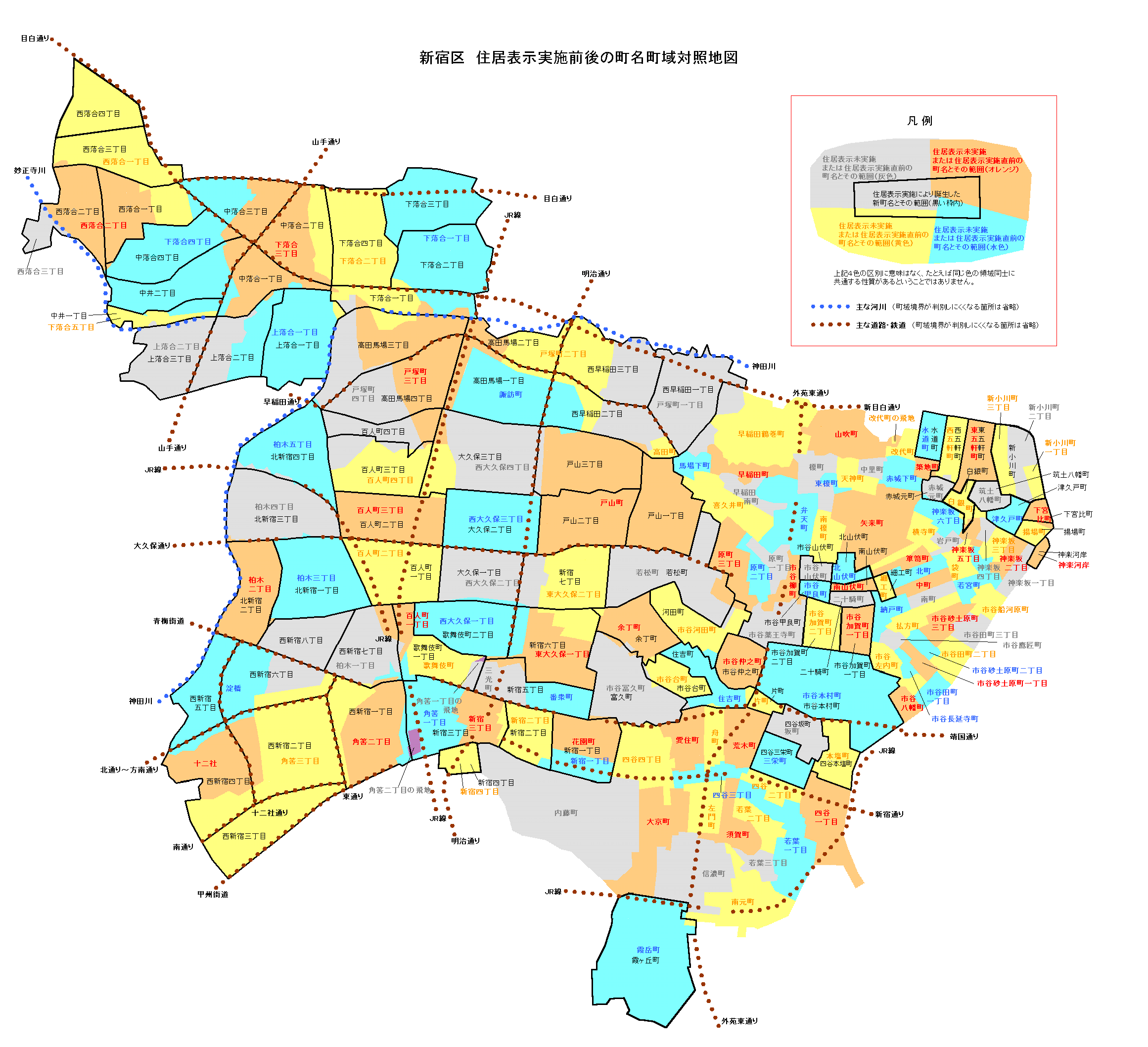
新宿区内における
住居表示実施前後の
町名町域対照地図

周辺自治体と同様、新宿区も1965年（昭和40年）に住居表示の実施に着手。区内の西側から徐々に町域統合と住居表示を進めた。この結果、1970年代には戦後の若者文化の発信地とも言われていた新宿駅周辺の町名（柏木・角筈・淀橋など）が軒並み「新宿」「西新宿」「北新宿」で統一され、古い町名を頼りに昔の記憶を辿ることもままならなくなった。これを昔の情緒・伝統・文化の破壊と受け止めた文化人や旧牛込区・四谷区域の住民が中心となり、古い町名を残す運動が盛り上がりをみせた。
新宿区は当初、町域を統合した上で東新宿・東早稲田といった方角町名を採用して区内の住居表示完全実施を目指していたが、1980年代には町名保存の声に配慮し、未実施地区に関しては古い町名町域を出来る限り維持した上で住居表示を実施していく方針に転換することを区長が表明した。
これにより町名は存続することで決着をみたが、住居表示自体はその後もあまり進んでおらず、旧牛込区・四谷区域は、千代田区（神田を冠する町・番町・麹町）と同様、住居表示未実施地区を多く残して現在に至っている。住居表示実施率は2018年（平成30年）現在76.01パーセントであり、新宿区政の今後の課題のひとつとなっている。なお、2002年（平成14年）に市谷台町を、2003年（平成15年）には霞ヶ丘町の住居表示を実施したことにより、実施率が千代田区を上回った。

### 区内の町名
新宿区の特徴のひとつに、町名の数が多いことが挙げられる。新宿区に隣接する付近の自治体が（千代田区を除いて）おおむね20 - 30程度にまで町名を減らしたのに対し、新宿区には現在94（霞岳町と霞ヶ丘町を別個の町名とするならば95）の町名が存在する（この数字は東京都の特別区のうち最多）。江戸時代の武家屋敷や門前町屋に由来する町名が旧牛込区・四谷区域を中心に多くみられる（2009年（平成21年）7月末時点における住居表示未実施の町名は太字で示した。なお、白銀町と市谷台町には未実施の箇所がごくわずかながら存在する）。
- 愛住町
- 赤城下町
- 赤城元町
- 揚場町
- 荒木町
- 市谷加賀町一丁目 - 二丁目
- 市谷甲良町
- 市谷砂土原町一丁目 - 三丁目
- 市谷左内町
- 市谷台町
- 市谷鷹匠町
- 市谷田町一丁目 - 三丁目
- 市谷長延寺町
- 市谷仲之町
- 市谷八幡町
- 市谷船河原町
- 市谷本村町
- 市谷薬王寺町
- 市谷柳町
- 市谷山伏町
- 岩戸町
- 榎町
- 大久保一丁目 - 三丁目
- 改代町
- 神楽河岸
- 神楽坂一丁目 - 六丁目
- 霞岳町（霞ヶ丘町成立後の残余）
- 霞ヶ丘町
- 片町
- 歌舞伎町一丁目 - 二丁目
- 上落合一丁目 - 三丁目
- 河田町
- 喜久井町
- 北新宿一丁目 - 四丁目
- 北町
- 北山伏町
- 細工町
- 左門町
- 信濃町
- 下落合一丁目 - 四丁目
- 下宮比町
- 白銀町
- 新小川町
- 新宿一丁目 - 七丁目
  - （新宿二丁目も参照）
- 水道町
- 須賀町
- 住吉町
- 大京町
- 高田馬場一丁目 - 四丁目
- 箪笥町
- 築地町
- 津久戸町
- 筑土八幡町
- 天神町
- 戸塚町一丁目
- 富久町
- 戸山一丁目 - 三丁目
- 内藤町
- 中井一丁目 - 二丁目
- 中落合一丁目 - 四丁目
- 中里町
- 中町
- 納戸町
- 西落合一丁目 - 四丁目
- 西五軒町
- 西新宿一丁目 - 八丁目
- 二十騎町
- 西早稲田一丁目 - 三丁目
- 馬場下町
- 払方町
- 原町一丁目 - 三丁目
- 東榎町
- 東五軒町
- 百人町一丁目 - 四丁目
- 袋町
- 舟町
- 弁天町
- 南榎町
- 南町
- 南元町
- 南山伏町
- 山吹町
- 矢来町
- 横寺町
- 余丁町
- 四谷一丁目 - 四丁目
- 四谷坂町
- 四谷三栄町
- 四谷本塩町
- 若葉一丁目 - 三丁目
- 若松町
- 若宮町
- 早稲田鶴巻町
- 早稲田町
- 早稲田南町

### 消滅した町名
新宿区の発足以降に消滅した町名は21ある。大部分が住居表示実施に伴う町名変更による。
市谷河田町
現在の河田町のほぼ全域（ただし、河田町コンフォガーデンの南側の2棟（C棟・D棟）とその周辺、原町三丁目に隣接する東京女子医科大学看護学部の校舎は除く）。当時、若松町（北）・市谷仲之町（東）・市谷台町（南・のち一部が若松町）・余丁町（西）に隣接。1986年（昭和61年）2月24日、住居表示実施に伴う町名変更により消滅。かつて市谷河田町は、フジテレビ（1997年（平成9年）、港区台場二丁目に移転）や新宿簡易裁判所（1993年（平成5年）廃止、東京簡易裁判所に機能統合）の所在地として知られていた。
市谷冨久町
現在の富久町のほぼ全域（ただし、東京都立小石川工業高等学校敷地の南東に接するごくわずかな一画と、富久町保育園の北東に接するごくわずかな一画は除く）と、余丁町のごく一部（余丁町児童遊園の西に隣接する一画）。当時、東大久保一丁目 - 番衆町（西）・花園町 - 四谷四丁目 - 愛住町（南）・市谷台町（東・のちに一部が住吉町）・余丁町（北）に隣接。1983年（昭和58年）8月1日の住居表示実施により富久町が誕生し、これにより市谷冨久町のほぼ全域が消滅。残りのごくわずかな区画のうち、善慶寺や東洋美術学校の南側付近の一画は住吉町に、余丁町児童遊園の西に隣接する一画は余丁町として、それぞれ1986年（昭和61年）11月4日に住居表示が実施され市谷冨久町は消滅。ただし、小石川工業高等学校敷地の東に接する道路部分（現市谷台町）はその後も2002年（平成14年）4月1日まで市谷冨久町として存続（なお、市谷冨久町の「冨」は「ワかんむり」、富久町の「富」は「ウかんむり」）。
柏木
現在の北新宿一 - 四丁目の全域と、西新宿六 - 八丁目のほぼ全域（ただし、西新宿六丁目のうち、公園通りより西側すべて・北通り沿線・新宿警察署付近一帯を除く。また、西新宿七丁目のうち、小滝橋通りより東側をすべて除き、大江戸線新宿西口駅のD5出口付近は含む）。このエリアのうち、西新宿六 - 八丁目のほぼ全域が柏木一丁目、北新宿二丁目のほぼ全域が柏木二丁目、北新宿一丁目のほぼ全域が柏木三丁目、北新宿三丁目のほぼ全域が柏木四丁目、北新宿四丁目のほぼ全域が柏木五丁目だった。当時、淀橋（南西）・角筈二丁目（南）・角筈一丁目（南東）・百人町一 - 三丁目（東）・戸塚町四丁目（東 - 北東）・中野区（西）に隣接。住居表示実施により、1970年（昭和45年）4月に西新宿六丁目が、1971年（昭和46年）1月に西新宿七 - 八丁目と北新宿一 - 四丁目が誕生し、柏木は消滅。今日、新宿区役所柏木特別出張所などにその名を留めている。このほか、児童数減少により新宿区立淀橋第一小学校と第七小学校が統廃合されて1997年（平成9年）に誕生した新小学校の名前は柏木小学校と命名された。なお、一部の資料には、柏木五丁目の一部が現在の高田馬場三丁目の一部であるとの記載がある。これは柏木五丁目の最北端である小滝橋交差点の道路部分（現高田馬場三丁目）がかつて柏木五丁目に含まれていたことによる。したがって、柏木という町名が消滅したのは、厳密には高田馬場三丁目が誕生した1975年（昭和50年）6月である。
霞岳町
現在の霞ヶ丘町のほぼ全域（神宮外苑休憩所の一画は除く）。霞岳町も霞ヶ丘町も読み方は「かすみがおかまち」。2003年（平成15年）9月の住居表示実施に伴う町名変更により、霞岳町のほぼ全域が霞ヶ丘町となった。ただし、JR信濃町駅前の交番一帯のごくわずかな部分だけは住居表示実施の対象外となり（暫定的に）霞岳町のまま残っているため、厳密には地名として消滅していない。
三光町
現在の歌舞伎町一丁目と新宿五丁目のそれぞれ一部。おおむね、歌舞伎町一丁目の町域のうち新宿遊歩道公園より東側と、新宿五丁目の町域のうちモスバーガー新宿五丁目店（靖国通り沿い）よりも西側エリアが当時の三光町の町域。（伊勢丹別館やOIMEN新宿を含む。ただし、新宿六丁目交差点付近の一画は除く。）当時、番衆町（東）・角筈一丁目の飛地と東大久保一丁目（北）・歌舞伎町一丁目（西）・新宿二丁目と三丁目（南）に接していた。1978年（昭和53年）7月、住居表示実施に伴い消滅。三光町は古くは四谷三光町という交差点の名称や、都電やバスの停留所名ともなっていたことから、小説の舞台として登場するなど長らく親しまれていた。由来は花園神社の別名「三光院稲荷」から。
十二社（じゅうにそう）
現在の西新宿二丁目・四丁目の一部。おおむね、方南通り・公園通り・南通り・渋谷区本町三丁目に囲まれたエリア（ただし、新宿中央公園の東半分、方南通り沿線、新宿区立西新宿小学校 - 角筈区民センター周辺の一画を、それぞれ除く）。当時、角筈三丁目（東 - 南）・淀橋（北）・渋谷区（西）に隣接。1970年（昭和45年）4月、住居表示実施に伴う町名変更により消滅。今日、十二社通り（公園通りの西、山手通りの東に並行して敷設）や新宿十二社温泉などにその名を留めている。由来は熊野神社の別名から。
諏訪町
現在の高田馬場一丁目のほぼ全域（ただし、新宿区立戸塚第二小学校や新宿区役所戸塚特別出張所など早稲田通り沿線部分すべてと、西武線・JR線の鉄道敷設部分を除く）と、西早稲田二丁目の西側（三井住友建設早稲田寮敷地西端よりも西、印度大使官邸敷地南端よりも南）、戸山三丁目の一部（2005年（平成17年）3月廃校の新宿区立戸塚第一中学校敷地と学習院女子大学敷地と諏訪通りの3者に囲まれたごくわずかな領域）がかつての諏訪町域。当時、西大久保四丁目（南）・戸山町（南）・戸塚町二丁目（東 - 北）・戸塚町三丁目（北 - 西）に隣接。今日、新宿区の公園の名称（諏訪公園・諏訪の森児童公園）・南に接する道路の一般名称（諏訪通り）・諏訪通りと明治通りの交差点の名称（諏訪町）などにその名を留めている。住居表示実施により、1975年（昭和50年）6月に町域の大部分が高田馬場一丁目と西早稲田二丁目に変更、残余のごく狭小な区域は1981年（昭和56年）6月に戸山三丁目21番街区となり、諏訪町は消滅。
高田町
現在の西早稲田二丁目（早稲田通り・諏訪通り・明治通りで囲まれたエリア）の町域の最東端、穴八幡神社とその周辺一画（サイゼリヤや馬場下町交番などを含み、小林建設・日本キリスト教会・エネオスは含まない）がかつての高田町域。当時、戸塚町一丁目（東 - 北）・戸山町（西 - 南）・馬場下町（南西）に隣接。1975年（昭和50年）6月、住居表示実施に伴い消滅。
角筈（つのはず）
新宿区発足当初の角筈の町域は、現在の歌舞伎町一丁目のほぼ全域、新宿三丁目の西半分（新宿駅東口周辺）、西新宿一丁目と三丁目の全域、西新宿二丁目のほぼ全域、西新宿四丁目の一部（歌舞伎町一丁目のうち、新宿遊歩道公園より東はすべて除く。ただし、遊歩道公園の北側入り口付近に接するごくわずかなエリアを含む。新宿三丁目のうち、紀伊國屋書店新宿本店・新宿三越ALCOTT店・大塚家具新宿ショールームなどの東側境界より東はすべて除く。西新宿二丁目のうち、新宿中央公園の西側半分は除く。西新宿四丁目のうち、新宿区立西新宿小学校敷地の北側に接する道路より北はすべて除く）。このエリアのうち、おおむね歌舞伎町一丁目と新宿三丁目が角筈一丁目、西新宿一丁目のうち新宿野村ビル・損保ジャパン本社ビル・新宿センタービルを除いたエリアが角筈二丁目、西新宿一丁目の残りと西新宿二 - 四丁目が角筈三丁目である。新宿区発足当初の角筈は、渋谷区（南 - 西）・十二社（西）・淀橋（北西）・柏木一丁目（北）・西大久保一 - 二丁目（北西）・三光町（東）・新宿三丁目（東）・旭町（南）に隣接。1948年（昭和23年）4月1日、戦災復興事業の一環として角筈一丁目のうち靖国通りより北側が三光町の一部などとともに区画整備され歌舞伎町（当時）として分離。ただし、現在の新宿遊歩道公園北側の一画は歌舞伎町とはならず角筈一丁目として存続したため、以降飛地となった。そののち段階的に住居表示が実施され、1970年（昭和45年）4月に西新宿一 - 四丁目が誕生し、角筈三丁目が消滅。1973年（昭和48年）1月に現在の新宿三丁目が誕生し角筈二丁目が消滅。1978年（昭和53年）7月に歌舞伎町一丁目が誕生し、飛地の角筈一丁目も消滅した。かねてから新宿地区の重心は西へと移動しつつあったが、この角筈の消滅により、新宿駅の所在地は新宿三丁目に、副都心の高層ビル群の所在地は西新宿二丁目となり、新宿地区のこれらの要所の住所と実態とが一致することになった。
戸山町
1981年（昭和56年）6月の住居表示実施により、戸山町ではなく戸山一 - 三丁目となった。かつての戸山町域は、現在の戸山一 - 三丁目の全域にほぼ一致する。ただし、2005年（平成17年）3月廃校の新宿区立戸塚第一中学校敷地と学習院女子大学敷地と諏訪通りの3者に囲まれたごくわずかな領域は旧諏訪町、戸山三丁目西側の明治通り沿線付近一帯（学習院旧正門・ユニクロ明治通り新宿ステパ店など）は旧西大久保四丁目。
西大久保
現在の歌舞伎町二丁目と大久保一 - 二丁目の全域・大久保三丁目のほぼ全域（JR線・西武線の敷設部分を除き、この鉄道沿線部分のうち海城学園敷地の一号館より西にあるすべても除く）・新宿七丁目の一部（おおむね、新宿第一保育園より西側の明治通り沿線エリア）・新宿六丁目のごく一部（明治通りの沿線一帯）・戸山三丁目のごく一部（明治通りの沿線一帯）がかつての西大久保の町域である。このエリアのうちおおむね、歌舞伎町二丁目と新宿六丁目が西大久保一丁目、大久保一丁目と新宿七丁目が西大久保二丁目、大久保二丁目が西大久保三丁目、大久保三丁目と戸山三丁目が西大久保四丁目だった。当時、諏訪町（北）・戸塚町一 - 四丁目（西）・角筈一丁目（南・のち一部が歌舞伎町）・東大久保一 - 二丁目（東）・戸山町（東）に隣接。1978年（昭和53年）7月1日、住居表示実施に伴う町名変更により、西大久保一 - 三丁目が消滅。明治通り沿線に一部残った西大久保四丁目も1981年（昭和56年）6月1日に戸山三丁目となり、西大久保は消滅した。今日、新宿区立西大久保公園などにその名を留めている。また、2000年（平成12年）12月に開業した大江戸線東新宿駅の建設当時の仮称駅名は、大久保駅の東側にあるにもかかわらず「西大久保駅」であった。
花園町
現在の新宿一丁目の町域のうち、新宿区立花園公園の南側に接する道路よりも北側すべてが花園町域。当時、四谷四丁目（東）・市谷冨久町（北）・番衆町（北）・新宿二丁目（西）・新宿一丁目（南）に隣接していた。1973年（昭和48年）1月、住居表示実施に伴う町名変更により消滅。なお、厳密には靖国通り上の「四谷電話局前」信号機付近の道路部分の一部が花園町のまま存続した。1983年（昭和58年）8月1日にこの道路部分は富久町の一部となった。新宿区立の公園（花園公園・花園西公園・花園東公園）などにその名を留めている。1995年（平成7年）、児童数減少により新宿区立四谷第五小学校と第七小学校が統廃合されて誕生した新小学校の名前は花園小学校と命名された。花園の名は付近の花園神社（新宿五丁目）に由来。
番衆町
現在の新宿五丁目の町域のうち、モスバーガー新宿五丁目店（靖国通り沿い）よりも東側が当時の番衆町の町域。当時、三光町（西）・東大久保一丁目（北）・新宿二丁目と花園町（南）・市谷冨久町（東）に接していた。1978年（昭和53年）7月、住居表示実施に伴い消滅。
東大久保
現在の新宿六丁目のほぼ全域（明治通りの沿線一帯を除く）・新宿五丁目のごく一部（新宿六丁目交差点の付近一帯のみ）・新宿七丁目の一部（おおむね、新宿第一保育園より東側すべて）・余丁町のごく一部（抜弁天交差点付近の厳嶋神社の一角のみ）がかつての東大久保の町域である。このエリアのうちおおむね、新宿七丁目と余丁町と新宿六丁目の一部（おおむね、文化センター通りと旧新宿区立大久保中学校・新宿区立新宿中学校移転予定地に囲まれたエリア）が東大久保二丁目、残りの部分が東大久保一丁目だった。当時、戸山町（北）・西大久保二 - 一丁目（西）・角筈一丁目（南西・のちに歌舞伎町発足時に隣接していた角筈一丁目地区の一部が東大久保一丁目に統合）・三光町（南西）・番衆町（南）・市谷冨久町 - 余丁町 - 若松町（東）に隣接。1978年（昭和53年）7月1日、住居表示実施に伴う町名変更により東大久保一丁目全域と二丁目のほぼ全域が消滅。東大久保二丁目としてわずかに残っていた厳島神社一画は、1986年（昭和61年）11月4日に余丁町の一部となる。今日、新宿区立東大久保公園などにその名を留めている。
坂町
現在の四谷坂町の全域。当時、市谷本村町（北）・四谷本塩町（東）・四谷三栄町（南）・片町、荒木町（西）に隣接。2015年（平成27年）7月21日、住居表示実施に伴い消滅。
本塩町
現在の四谷本塩町の全域。市谷本村町（北）・千代田区五番町・六番町（東）・四谷一丁目（南）・四谷坂町・四谷三栄町（南）に隣接。2017年（平成29年）9月19日、住居表示実施に伴い消滅。
淀橋
現在の西新宿二丁目・四 - 六丁目の一部。おおむね、青梅街道・公園通り・北通り - 方南通り・神田川・渋谷区本町三丁目に囲まれたエリア（ただし、新宿中央公園の北側 - 西新宿四郵便局 - 大江戸線西新宿五丁目駅のA2出口一帯を含み、新宿グリーンタワー周辺の一画を除く）。当時、柏木二丁目（北）・柏木一丁目（東）・角筈三丁目（南東）・十二社（南）・渋谷区（南西）・中野区（西）に隣接。1970年（昭和45年）4月、住居表示実施に伴う町名変更により消滅。今日、神田川に架かる付近の橋（青梅街道と神田川の交差部分）の名称としてのほか、ヨドバシカメラ・新宿区立淀橋第四小学校などにその名を留めている。
上記のほか、区画整備や町域統合を目的としない町名変更が戦災復興時に行われた。いずれも商業的な理由による。
市谷谷町
谷の文字が重なるため、かつては「市谷町」と誤記されることが多く、周辺には市谷を冠する町名が多いことから地元の取引にも支障を来たしていた。このため1952年（昭和27年）12月に町名が変更され、住吉町と改称された。一説には、谷が重なる住みにくい町であるとの印象を与えるため、住みやすい町（住み良し町）であることを示す意図があったという。実際付近には谷間や起伏が見られ、これに由来する市谷台町という町名は現在も残っている。
旭町
1952年（昭和27年）12月の町名変更により消滅。以後、全域がそのまま新宿四丁目となる。1973年（昭和48年）1月にその町域全体がそのまま新宿四丁目として住居表示実施。
神楽町
現在の神楽坂一丁目 - 三丁目のほぼ全域。1951年（昭和26年）に神楽坂一 - 三丁目に改称。
上宮比町（かみみやびちょう）
現在の神楽坂四丁目のほぼ全域。1951年（昭和26年）改称。上宮比町の名前の由来は、宮比神社を祭る祠の台地の上にあることから。台地の下にあることに因む下宮比町（しもみやびちょう）という町名は付近に残っている。
肴町
現在の神楽坂五丁目のほぼ全域。1951年（昭和26年）改称。
通寺町
現在の神楽坂六丁目のほぼ全域。1951年（昭和26年）改称。

## 地域

### 区内の地域

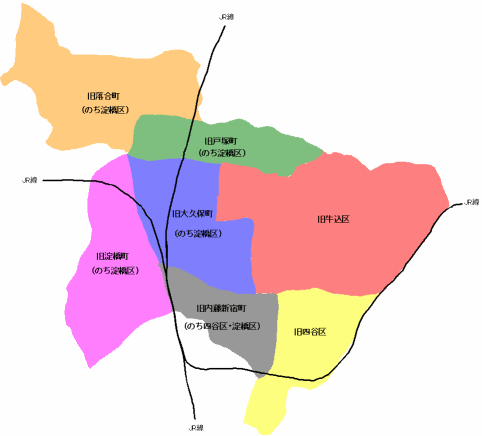
東京府の区部郡部時代の行政区域

新宿区内を地域分け（区域分け）する方法はいくつか存在するが、合併により誕生した経緯から過去の行政区域を基準としたものが比較的多くみられる。市街地化によりこの基準が細分化されたり、交通網の発達とともに駅周辺が1つの地域として新たに認知されるようになるなど、この基準は月日の経過とともに変動が見られるため、普遍的な地域分けが確立しているわけではない。
代表的なものとして、新宿区の前身である東京市行政区時代の区域を基準にした3地区分類（各地区を四谷地区・牛込地区・淀橋地区などと表現する）がある。ただし、旧淀橋区域は範囲が広いことや、淀橋区が存在したのはわずか15年間であり1地域としての実態に乏しいこと、新宿（旧内藤新宿町域）を四谷に分類するのは今日の実態とかけ離れていることなどから、四谷・淀橋地区を前身1区5町域に細分化した7地区分類を基準に地域分けすることが多い。この基準に住居表示による町名町域変更の影響が加わり、各地区の名称や範囲は変化。戸塚地区は高田馬場・早稲田、旧淀橋町域（角筈・淀橋・柏木）は西新宿・北新宿という名称が定着した。また、相対的に範囲の広い旧牛込区域（牛込地区）において、南部（市谷を冠する町名が集まる地区）は市谷地区、北西部（早稲田大学周辺）は早稲田と呼ばれているが（いずれも牛込区の前身の市谷村域・早稲田村域に由来）、このほか地下鉄東西線沿線地区を早稲田・神楽坂と表現する機会も多くなっている。
新宿区内の地域名として使われる機会があるもののうち、主なものを以下に挙げる。
- 市谷
- 牛込
- 大久保
- 落合
- 神楽坂
- 柏木
- 北新宿
- 新宿
- 諏訪
- 高田馬場
- 角筈
- 戸塚
- 戸山
- 中井
- 西新宿
- 四谷
- 淀橋
- 早稲田

### 在日外国公館
- イリノイ州政府駐日事務所（市谷砂土原町二丁目）
- コロラド州政府在日代表事務所（西早稲田二丁目）

### 区域の変更
新宿区の発足以降、何度か境界変更がなされている。
國學院高等学校敷地
渋谷区と新宿区の境界に関して、かつては神宮球場の正門ゲート（球場のバックネット側・本塁側7・8番入口付近）前の信号機から、都営霞ヶ丘アパートの6号棟（勢揃坂の北、新宿区霞ヶ丘町）までほぼ直線に境界線が引かれていた。このため國學院高等学校（渋谷区神宮前二丁目）の敷地は渋谷区域と新宿区域で二分されており、國學院高等学校第一記念館と文科館は新宿区域内に位置していた。現在この境界は変更され、國學院高等学校敷地の北側境界が渋谷区と新宿区の境界になっている。
落合公園
中野区と新宿区の境界は河川（妙正寺川・神田上水）の河道を基準としている。かつてはこれらの河川がたびたび氾濫し周辺地区に水害被害をもたらしていたため、断続的に改修工事が施され、河道ラインの凹凸を廃する変更がなされてきた。旧神田上水（中野区と新宿区の境界、西新宿 - 小滝橋までの神田川）の場合、改修のたびに中野区との境界を河道に合わせて変更していたが、妙正寺川・神田川本流の場合には、河道が変更されても境界はそのまま残った（今日豊島区との境界に神田川で区切られた飛び地が散見されるのはこれに由来する）。妙正寺川に隣接する落合公園（新宿区中井一丁目）は新宿区発足後の河川改修によって作られた公園のひとつで、公園付近の中野区との境界はこの時の河道ラインの変更に合わせて境界変更された（付近の中野区上高田四丁目・五丁目に妙正寺川で区切られた飛び地が存在するのは、新宿区発足以前の河川改修の名残である）。
飯田濠再開発
1970年代、飯田濠（JR飯田橋駅に隣接する外濠部分、新宿区神楽河岸 - 千代田区飯田橋四丁目）は水質汚濁による悪臭発生地帯として問題視されており、早期解決が望まれていた。1980年代に大部分は埋め立てられ、一部は暗渠化。その後都市再開発事業の一環としてこの地に飯田橋セントラルプラザなどが建設された。かつては飯田濠に沿ってその中央が千代田区と新宿区の境界になっていたが、この埋め立てにより1983年（昭和58年）8月6日付けで区境を変更、飯田濠の南全体は新宿区域、北全体は千代田区域となった（今日JR飯田橋駅西口の西側境界に隣接する建物の住所は千代田区飯田橋四丁目ではなく新宿区神楽河岸）。

### ナンバープレート
新宿区は、練馬ナンバー（東京運輸支局）を割り当てられている。
練馬ナンバー割り当て地域
- 新宿区・文京区・中野区・豊島区・北区・練馬区[13]。

### 地域放送
- ジェイコム港新宿（区内全域）

### 特産品
- 江戸小紋
- 江戸更紗
- 内藤とうがらし

### 隣接する自治体町域
新宿区は以下の6特別区に隣接している。隣接距離が最も長いのは中野区。
新宿区に隣接する特別区とその町域を以下に挙げる。
（最北端から時計回り順に記載。）
- 豊島区
  - 南長崎六・五・四・三・二・一丁目
  - 目白五・四・三・一丁目
  - 高田三・二・一丁目
- 文京区
  - 目白台一丁目
  - 関口一丁目
  - 水道二・一丁目
  - 後楽二丁目
- 千代田区
  - 飯田橋三・四丁目
  - 富士見二丁目
  - 九段北四丁目
  - 五番町
  - 六番町
  - 麹町六丁目
  - 紀尾井町
- 港区
  - 元赤坂二丁目
  - 北青山一・二丁目
- 渋谷区
  - 神宮前二丁目
  - 千駄ヶ谷二・一・六・五丁目
  - 代々木二・三・四丁目
  - 初台一丁目
  - 本町一・二・三丁目
- 中野区
  - 弥生町一丁目
  - 本町一丁目
  - 中央一丁目
  - 東中野一・五・四・三丁目
  - 上高田一・四・五丁目
  - 松が丘一丁目
  - 江古田一丁目
  - 江原町一・三丁目

## 区政

### 区長
- 区長：吉住健一 （2期目）
- 任期：2014年（平成26年）11月24日 - 2022年（令和4年）11月23日[14]

歴代区長
- 岡田昇三（1947年4月5日-1967年10月6日）
- 山本克忠（1968年10月4日-1991年4月26日）
- 小野田隆（1991年4月27日-2002年10月9日）
- 中山弘子（2002年11月24日-2014年11月23日）

### 行政区域
区は、1950年（昭和25年）以来10か所の特別出張所と区役所本庁地区の計11か所に対応する行政区域を設けている。名称は以下の通り。
- 四谷地区
- 箪笥町地区
- 榎町地区
- 若松地区
- 大久保地区
- 戸塚地区
- 落合第一地区
- 落合第二地区
- 柏木地区
- 西新宿地区
- 区役所地区

### シンボル
- 区の木 - けやき
- 区の花 - つつじ
- 区歌 - 『大新宿区の歌』（1949年制定、作詞：服部嘉香　作曲：平岡均之）

### 友好都市・提携都市
調印年月日の順。
- 伊那市（長野県）
  - 1986年（昭和61年）7月12日、高遠町と友好提携
  - 2006年（平成18年）7月2日、伊那市と友好提携

1986年、旧高遠町と友好提携。「内藤新宿」の名の起こりとなった内藤家が高遠藩主であった縁による。高遠町が合併により2006年（平成18年）4月より伊那市に含まれることになったため、同年7月に伊那市と再提携。
- レフカダ町（ギリシア）
  - 1989年10月12日、友好都市協定調印

レフカダで生まれ新宿で亡くなった小泉八雲（ラフカディオ・ハーン）の縁による。1984年、レフカダに八雲の記念碑が建立され、翌85年に新宿区長がレフカダを訪問したことを契機として交流が活発化し、協定調印に至る。
- ミッテ区（ドイツ連邦共和国ベルリン市）
  - 1994年7月6日、ティアガルテン区と友好協定締結

1990年7月、ティアガルテン区から提携を提案。合唱団の相互訪問や青年交流が深められ、友好協定が締結された。統一ベルリンの中央に位置するティアガルテン区は、国会議事堂など首都の重要な施設を擁する。行政区画再編により2001年1月1日にミッテ区となる。
- 東城区（中華人民共和国北京市）
  - 1995年10月15日、友好交流・協力関係締結に関する合意書に調印
  - 1996年8月11日、「友好区関係確立に関する補充合意書」締結

1988年、東城区から提携を提案。区民間の交流が深められ、協定に至った。東城区は故宮・天安門・北京駅や繁華街王府井などを含み、首都北京の中心地区。

### 主要区政
犯罪対策
新宿区は、2010年（平成22年）に犯罪発生件数10537件を記録し、東京都内で最も犯罪発生件数が多い自治体となってしまった。そのため、繁華街だけでなく住宅地においても、条例の拡充や防犯パトロールなどの取り組みが行われている。

## 議会

### 東京都議会
2025年東京都議会議員選挙
- 選挙区：新宿区選挙区
- 定数：4人
- 任期：2025年7月23日 - 2029年7月22日
- 投票日：2025年6月22日
- 当日有権者数：264,505人
- 投票率：45.92％

| 候補者名   | 当落 | 年齢 | 所属党派           | 新旧別 | 得票数   |
| ---------- | ---- | ---- | ------------------ | ------ | -------- |
| 吉住栄郎   | 当   | 52   | 自由民主党         | 現     | 22,502票 |
| 大山とも子 | 当   | 69   | 日本共産党         | 現     | 18,898票 |
| 奥本有里   | 当   | 48   | 国民民主党         | 新     | 18,024票 |
| 三雲崇正   | 当   | 48   | 立憲民主党         | 新     | 16,714票 |
| 古城将夫   | 落   | 45   | 公明党             | 現     | 16,457票 |
| 宮本聖菜   | 落   | 34   | 都民ファーストの会 | 新     | 15,377票 |
| 平良雄大   | 落   | 38   | 再生の道           | 新     | 6,771票  |
| 弘田敏康   | 落   | 44   | 再生の道           | 新     | 5,037票  |

2021年東京都議会議員選挙
- 選挙区：新宿区選挙区
- 定数：4人
- 投票日：2021年7月4日
- 当日有権者数：269,909人
- 投票率：41.89％

| 候補者名   | 当落 | 年齢 | 所属党派           | 新旧別 | 得票数   |
| ---------- | ---- | ---- | ------------------ | ------ | -------- |
| 大山とも子 | 当   | 65   | 日本共産党         | 現     | 20,397票 |
| 古城将夫   | 当   | 41   | 公明党             | 現     | 18,764票 |
| 森口つかさ | 当   | 39   | 都民ファーストの会 | 現     | 17,410票 |
| 吉住栄郎   | 当   | 48   | 自由民主党         | 新     | 15,386票 |
| 三雲崇正   | 落   | 44   | 立憲民主党         | 新     | 14,469票 |
| 秋田一郎   | 落   | 55   | 自由民主党         | 現     | 12,951票 |
| 早乙女智子 | 落   | 59   | 無所属             | 新     | 4,714票  |
| 上塚哲司   | 落   | 25   | 日本維新の会       | 新     | 4,577票  |
| 梅田夏希   | 落   | 35   | 減税とうきょう     | 新     | 1,620票  |
| 木下陽介   | 落   | 35   | 全都黎明           | 新     | 523票    |
| 山井徹     | 落   | 44   | 日本公益党         | 新     | 356票    |

### 衆議院
- 選挙区：東京1区（千代田区、新宿区）
- 任期：2024年10月27日 - 2028年10月26日
- 投票日：2024年10月27日
- 当日有権者数：329,471人
- 投票率：55.60％

| 当落 | 候補者名   | 年齢 | 所属党派         | 新旧別 | 得票数   | 重複 |
| ---- | ---------- | ---- | ---------------- | ------ | -------- | ---- |
| 当   | 海江田万里 | 75   | 立憲民主党       | 前     | 56,979票 | ○    |
|      | 山田美樹   | 50   | 自由民主党       | 前     | 55,040票 |      |
|      | 音喜多駿   | 41   | 日本維新の会     | 新     | 29,002票 | ○    |
|      | 佐藤沙織里 | 35   | 無所属           | 新     | 12,255票 |      |
|      | 中野顕     | 60   | 日本共産党       | 新     | 11,889票 |      |
|      | 桜井祥子   | 40   | 参政党           | 新     | 10,636票 |      |
|      | 高木寛史   | 40   | みんなでつくる党 | 新     | 951票    |      |
|      | 新垣宏     | 80   | 無所属           | 新     | 716票    |      |
|      | 新藤伸夫   | 75   | 諸派             | 新     | 530票    |      |

## 交通

### 鉄道
東日本旅客鉄道（JR東日本）
-  山手線
  - 新宿駅 - 新大久保駅 - 高田馬場駅

-   中央本線（中央線快速・中央・総武緩行線）
  - 四ツ谷駅 - 信濃町駅 |（渋谷区区間）| 新宿駅 - 大久保駅

-   埼京線・湘南新宿ライン
  - 新宿駅

東京地下鉄（東京メトロ）
-  丸ノ内線
  - 西新宿駅 - 新宿駅 - 新宿三丁目駅 - 新宿御苑前駅 - 四谷三丁目駅 - 四ツ谷駅

-  有楽町線
  - 飯田橋駅

-  東西線
  - 落合駅 - 高田馬場駅 - 早稲田駅 - 神楽坂駅

-  南北線
  - 四ツ谷駅 - 市ケ谷駅 - 飯田橋駅

-  副都心線
  - 西早稲田駅 - 東新宿駅 - 新宿三丁目駅

東京都交通局（都営地下鉄）
-  新宿線
  - 新宿駅 - 新宿三丁目駅 - 曙橋駅

-  大江戸線
  - 都庁前駅 - 新宿西口駅 - 東新宿駅 - 若松河田駅 - 牛込柳町駅 - 牛込神楽坂駅 |（他区区間）| 国立競技場駅 |（渋谷区区間）| 都庁前駅 - 西新宿五丁目駅 |（中野区区間）| 中井駅 - 落合南長崎駅

-  都電荒川線（東京さくらトラム）
  - 早稲田停留場 - 面影橋停留場

京王電鉄
-  京王線・京王新線
  - 新宿駅

小田急電鉄
-  小田原線
  - 新宿駅

 西武鉄道
-  新宿線
  - 西武新宿駅 - 高田馬場駅 - 下落合駅 - 中井駅

- 新宿区内で最も古い路線は日本鉄道品川線（現在のJR山手線の一部、1885年（明治18年）3月1日開業）、最も新しい路線は東京メトロ副都心線（2008年（平成20年）6月14日開業）である。
- 新宿駅の乗降客数は約345万人（2007年（平成19年））と世界最大であり、ギネス世界記録に認定されている。地下道で直結した西武新宿駅まで含めれば約364万人を超え、新宿三丁目駅など新宿エリアの駅まで含めれば、約403万人以上に達する。
- 都営大江戸線新宿駅は渋谷区、都営大江戸線飯田橋駅は文京区、東西線飯田橋駅・JR線飯田橋駅・JR線市ケ谷駅・都営新宿線市ケ谷駅は千代田区を所在地としている。

#### 廃止された鉄道

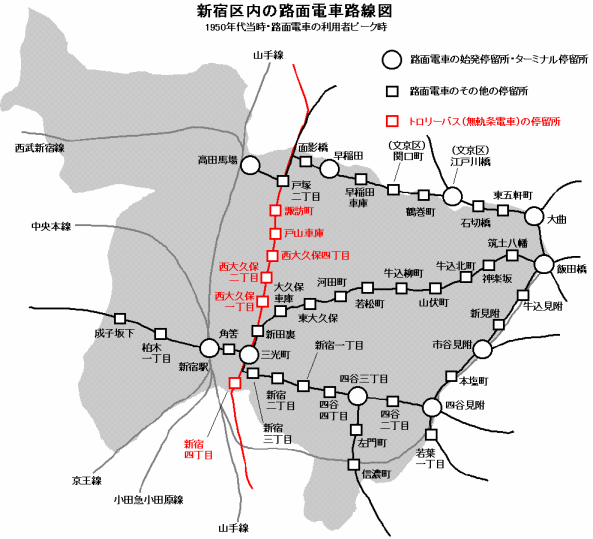
1950年代当時の
新宿区内の路面電車
（トロリーバスも掲載）

かつて都心各地を結んでいた都電（路面電車）のうち、新宿区内においては新宿駅前、四谷三丁目、早稲田、飯田橋をターミナルとする10路線が敷設されていたが、荒川線として存続した32系統を除き、1963年（昭和38年）から1970年（昭和45年）にかけて順次廃止された。現在は代替の地下鉄路線が建設されている。
3系統（飯田橋 - 品川駅前）
- 区内には牛込見附、新見附、市ヶ谷見附、本塩町、四谷見附、若葉一丁目の各停留所があった。
- 1967年（昭和42年）12月に廃止。

7系統（四谷三丁目 - 品川駅前）
- 区内には四谷三丁目、左門町、信濃町の各停留所があった。
- 1969年（昭和44年）10月に廃止。

11系統（新宿駅前 - 月島通八丁目）
- 区内には新宿駅前、角筈、三光町、新宿三丁目、新宿二丁目、新宿一丁目、四谷四丁目、四谷三丁目、四谷二丁目、四谷見附の各停留所があった。
- 1968年（昭和43年）2月に廃止。

12系統（新宿駅前 - 両国駅前）
- 区内の経路および停留所は3系統、11系統と重複。
- 1970年（昭和45年）1月に廃止。

13系統（新宿駅前 - 水天宮前）
- 区内には新宿駅前、角筈、三光町、新田裏、大久保車庫、東大久保、河田町、若松町、牛込柳町、山伏町、牛込北町、神楽坂、筑土八幡の各停留所があった。
- 1970年（昭和45年）1月に廃止。

14系統（新宿駅前 - 荻窪駅前）
- 1963年（昭和38年）12月に廃止。

15系統（高田馬場駅 - 茅場町）
- 区内には高田馬場駅、戸塚二丁目、面影橋、早稲田、早稲田車庫、鶴巻町、石切橋、東五軒町、大曲の各停留所が設置されていた。
- 1968年（昭和43年）9月に廃止。

33系統（四谷三丁目 - 浜松町一丁目）
- 区内の経路および停留所は7系統と重複。
- 1969年（昭和44年）10月に廃止。

39系統（早稲田 - 厩橋）
- 区内の経路および停留所は15系統と重複。
- 1968年（昭和43年）9月に廃止。

### バス

#### 路線バス
- 東京都交通局（都営バス）
- 関東バス
- 京王バス
- 西武バス
- 小田急バス

#### コミュニティバス
- 新宿WEバス - 京王バス中野営業所が運行受託

### 道路

#### 高速道路・国道・東京都道

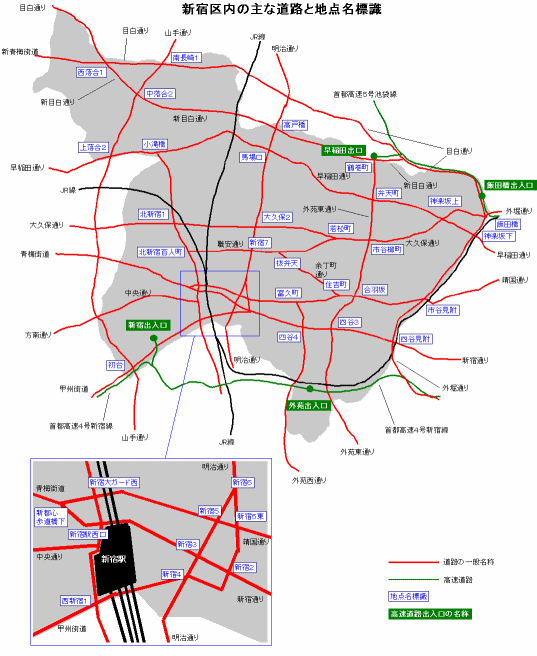
新宿区内の
主な道路と地点名
（2006年3月現在）

新宿区内の主な道路には次のものがある。カッコ内の名称は、一般的な地図や道路上の標識に記載してある名称（一般名称）。
- 首都高速道路
  - 4 高速4号新宿線
  - 5 高速5号池袋線
  - C2 高速中央環状線
- 国道20号（新宿通り - 甲州街道）
- 東京都道8号千代田練馬田無線
  - 本線（目白通り）
  - 支線（新目白通り）
- 東京都道302号新宿両国線
  - 本線（靖国通り - 青梅街道）
  - 支線（職安通り - 余丁町通り）
- 東京都道305号芝新宿王子線（明治通り）
- 東京都道317号環状六号線（山手通り）
- 東京都道319号環状三号線（外苑東通り）
- 東京都道405号外濠環状線（外堀通り）
- 東京都道414号四谷角筈線
- 東京都道418号北品川四谷線（外苑西通り）
- 東京都道430号新宿停車場前線（新宿通り）
- 東京都道433号神楽坂高円寺線（大久保通り）
- 東京都道440号落合井草線（新青梅街道）

#### 建設中・計画中の道路
新宿区の都市計画道路に基づき、主に以下の路線が建設・計画中である。
外苑東通りの整備（環状3号線の一部）
新目白通り鶴巻町交差点より南下しJR信濃町駅付近までの整備が計画されている。
外苑西通りの北への延伸（環状4号線の一部）
富久町西交差点（外苑西通りの北端）を起点に、おおまかに、東京都立小石川工業高等学校を経て若松町交差点付近に接続する道路が計画されている。この区間の一部は第三次事業化計画優先整備路線（都-27）。
御苑通りの未通区間の建設（環状5号線の一部、環5ノ1）
新宿二丁目交差点から南に延伸し、新宿御苑の西端に沿って紀伊國屋書店新宿南店（渋谷区千駄ヶ谷五丁目）付近で明治通りと接続する道路が計画されている。東京都立新宿高等学校の旧校舎に付属する部室棟やプールがこの計画ルート上に建てられていたため、2005年（平成17年）に計画ルートを避ける位置に新校舎を完成させた。この区間の一部は第三次事業化計画優先整備路線（都-37）。2006年（平成18年）8月15日に事業認可取得。2022年（令和4年）12月3日開通予定。この区間は新宿御苑の一部を削ることになるため、ラクウショウや地下水などの自然環境への配慮が行われた。そのため、新宿御苑に面する区間は、北行（池袋方面）の2車線が地下、南行（渋谷方面）の2車線が地上の二重構造となり、当初計画幅員の半分以下に抑えられている。なお、現行の明治通り（伊勢丹とタカシマヤタイムズスクエアを通る路線）は、都市計画上「環5ノ1支1」と表示されている。
山手通りの整備（環状6号線の一部）
中央環状新宿線（C2）の開通にあわせて、地上部の山手通りが拡幅整備中である。
職安通り（東京都道302号支線）の青梅街道接続（東京都市計画道路幹線街路放射第6号線）
北新宿一丁目交番から淀橋（中野坂下信号機付近）を結ぶ4車線の直線道路が平成21年度完成を目標に計画されている。2006年（平成18年）6月25日に2車線が暫定交通解放された。
大久保通りの文京区への接続（放射25号線）
筑土八幡町交差点（大久保通り上、東京厚生年金病院付近の交差点）から牛天神下交差点（文京区後楽二丁目）を結ぶ直線道路が計画されている。（途中、目白通りを横断する。）文京区側経路（目白通り（新隆慶橋） - 牛天神下交差点）は開通済み。新宿区側経路は第三次事業化計画優先整備路線（都-15）。2006年（平成18年）6月30日に事業認可取得。2010年（平成22年）度完成を目標に計画されている。
小滝橋から西池袋間（補助73号線）
小滝橋交差点を起点に、おおまかに、新宿区立戸塚第三小学校 - 新宿区立中央図書館 - 七曲坂 - 新宿区立落合中学校 - 下落合ことぶき館 - 目白病院 - 上り屋敷公園（豊島区西池袋二丁目）を経て劇場通り・池袋警察署前に接続する道路が計画されている。

#### 新宿区内の愛称道路
新宿区の区道（一部例外あり）のうち愛称がついている路線がある。これらはいずれも1988年（昭和63年）12月に新宿区が愛称を募集して命名。地域の利便性を考慮して選考したため、周辺他区に関係の深い名称のものもある。（哲学堂は中野区内の建造物、江戸川橋は文京区内の橋。）
- 牛込中央通り
- 江戸川橋通り
- 神楽坂通り
- 上落合中通り
- 区役所通り
- グランド坂通り
- 小滝橋通り
- 三栄通り
- 女子医大通り
- 早大通り
- 津の守坂通り
- 哲学堂通り
- 夏目坂通り
- 箱根山通り
- 八幡通り
- 花園通り
- 文化センター通り

#### 東京都庁周辺の道路
1965年（昭和40年）に淀橋浄水場（角筈三丁目、現在の西新宿二丁目）の機能が東村山市に移転したため、跡地および周辺（角筈二丁目・三丁目・十二社・淀橋）の整備計画が進められた。この一環として1969年（昭和44年）、新宿中央公園と新宿駅に挟まれた地区一帯に格子状の道路（いずれも東京都道）が完成。これらの一般名称を決めるために東京都と周辺住民が新宿副都心地区街路ネーミング委員会を立ち上げ、名称を選考。「平凡でも親しみの持てる名称を」との方針のもと、東京都庁舎（現庁舎）の移転開庁を目前にひかえた1990年（平成2年）9月に以下の8路線の名称を決定。
（東西に延びる道路を北側から、南北に伸びる道路を東側から順に記載。）
- 北通り（方南通りに接続）
- 中央通り
- ふれあい通り
- 南通り（水道道路 - 井ノ頭通りに接続）
- 東通り
- 議事堂通り
- 都庁通り
- 公園通り（首都高速4号新宿線の新宿出入口に接続）

### 交通網整備の沿革
- 1885年（明治18年）
  - 3月1日：日本鉄道品川線（のち国有化、現在のJR山手線の一部）が開業し、赤羽 - 品川間が開通。同日、新宿駅開業。
  - 3月16日：品川線目白駅開業。
- 1889年（明治22年）4月11日：新宿駅をターミナルとする甲武鉄道（のち国有化、現在のJR中央本線）が開業し、立川 - 新宿間が開通。
- 1894年（明治27年）10月9日：甲武鉄道（八王子 - 新宿間）が延伸され、新宿 - 牛込間が開通。信濃町駅・四ツ谷駅・牛込駅開業。
- 1895年（明治28年）
  - 3月6日：甲武鉄道市ケ谷駅開業。
  - 5月5日：甲武鉄道大久保駅開業。
- 1904年（明治37年）8月21日：甲武鉄道千駄ケ谷駅開業。
- 1909年（明治42年）10月12日：品川線は山手線に、旧甲武鉄道線は中央東線に、それぞれ名称変更。
- 1910年（明治43年）9月15日：山手線高田馬場駅開業。
- 1911年（明治44年）5月1日：中央東線は中央本線に名称変更。
- 1914年（大正3年）11月15日：山手線新大久保駅開業。
- 1915年（大正4年）5月1日：京王電気軌道（現京王線）が停車場駅（新宿駅）まで延伸。以後、新宿駅をターミナルとする。

- 1927年（昭和2年）

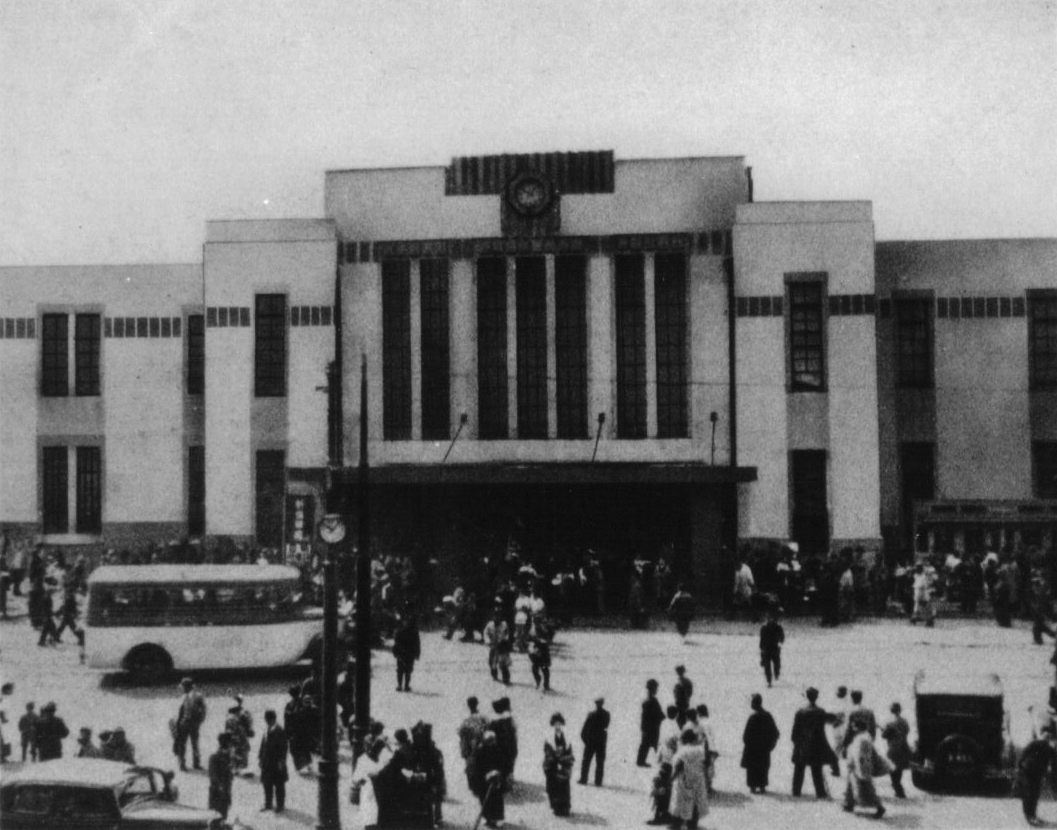
新宿駅（1925年）

  - 4月1日：新宿駅をターミナルとする小田原急行鉄道（現小田急電鉄小田原線）が開業し、新宿 - 小田原間が開通。
  - 4月16日：高田馬場駅をターミナルとする西武鉄道村山線が開業し、高田馬場 - 東村山間が開通。中井駅・下落合駅・高田馬場駅開業。
- 1928年（昭和3年）11月15日：飯田橋駅開業に伴い、牛込駅廃止。
- 1952年（昭和27年）3月25日：西武新宿駅開業。西武村山線が高田馬場駅から西武新宿駅まで延伸。これにより西武村山線は西武新宿線と改称。
- 1957年（昭和32年）6月4日：曙橋（外苑東通り上に架かる靖国通りとの立体交差橋）完成。
- 1959年（昭和34年）3月15日：丸ノ内線（池袋 - 霞ケ関間）が延伸され、霞ケ関 - 新宿間が開通。新宿駅・新宿御苑前駅・四谷三丁目駅・四ツ谷駅開業。
- 1961年（昭和36年）
  - 2月8日：荻窪線（今日の丸ノ内線の新宿以西部分）が第一次開通（開通区間は新宿 - 新中野間）。
  - 2月8日：荻窪線開通に合わせて、丸ノ内線新宿三丁目駅開業。
- 1964年（昭和39年）
  - 8月：首都高速4号新宿線が第一次開通（開通区間は三宅坂 - 初台間）。外苑出入口と新宿出入口が設置される。
  - 12月23日：東西線が第一次開通（開通区間は九段下 - 高田馬場間）。高田馬場駅・早稲田駅・神楽坂駅開業。
- 1966年（昭和41年）3月16日：東西線（九段下 - 高田馬場間）が延伸され、竹橋 - 九段下間と高田馬場 - 中野間が開通。落合駅開業。
- 1969年（昭和44年）6月：首都高速5号池袋線（竹橋 - 西神田間）が延伸され、西神田 - 護国寺間が開通。飯田橋出入口が設置される。
- 1974年（昭和49年）10月30日：有楽町線が第一次開通（開通区間は池袋 - 銀座一丁目間）。江戸川橋駅・飯田橋駅・市ケ谷駅開業。
- 1980年（昭和55年）3月16日：都営新宿線（東大島 - 岩本町間）が延伸され、岩本町 - 新宿間が開通。曙橋駅・新宿三丁目駅・新宿駅開業。同線と京王新線との相互直通運転が開始される。
- 1986年（昭和61年）3月3日：埼京線が新宿駅まで延伸。
- 1987年（昭和62年）1月23日：首都高速5号池袋線に新たに早稲田出口が設置される。
- 1991年（平成3年）12月21日：新宿御苑トンネル（国道20号線上、四谷四丁目交差点で新宿通りと分岐し、新宿四丁目交差点で甲州街道に接続する地下トンネル）開通。
- 1996年（平成8年）
  - 3月26日：南北線（赤羽岩淵 - 駒込間）が延伸され、駒込 - 四ツ谷間が開通。飯田橋駅・市ケ谷駅・四ツ谷駅開業。
  - 5月28日：丸ノ内線西新宿駅開業。
- 1997年（平成9年）
  - 9月30日：南北線（赤羽岩淵 - 四ツ谷間）が延伸され、四ツ谷 - 溜池山王間が開通。永田町駅開業。
  - 12月19日：都営地下鉄12号線（光が丘 - 練馬間）が延伸され、練馬 - 新宿間が開通。落合南長崎駅・中井駅・西新宿五丁目駅・都庁前駅開業。
- 2000年（平成12年）
  - 4月20日：都営地下鉄12号線（光が丘 - 新宿間）が延伸され、新宿 - 国立競技場間が開通。国立競技場駅が開業。同日、都営地下鉄12号線は大江戸線と改称される。
  - 12月12日：都営大江戸線（光が丘 -都庁前 - 国立競技場間）が延伸され、国立競技場 - 六本木 - 大門 - 両国 - 飯田橋 - 都庁前間が開通。牛込神楽坂駅・牛込柳町駅・若松河田駅・東新宿駅・新宿西口駅開業。
- 2008年（平成20年）
  - 6月14日：有楽町新線が延伸されて副都心線と改称し、池袋 - 渋谷間が開通。西早稲田駅・東新宿駅・新宿三丁目駅開業。

## 商業

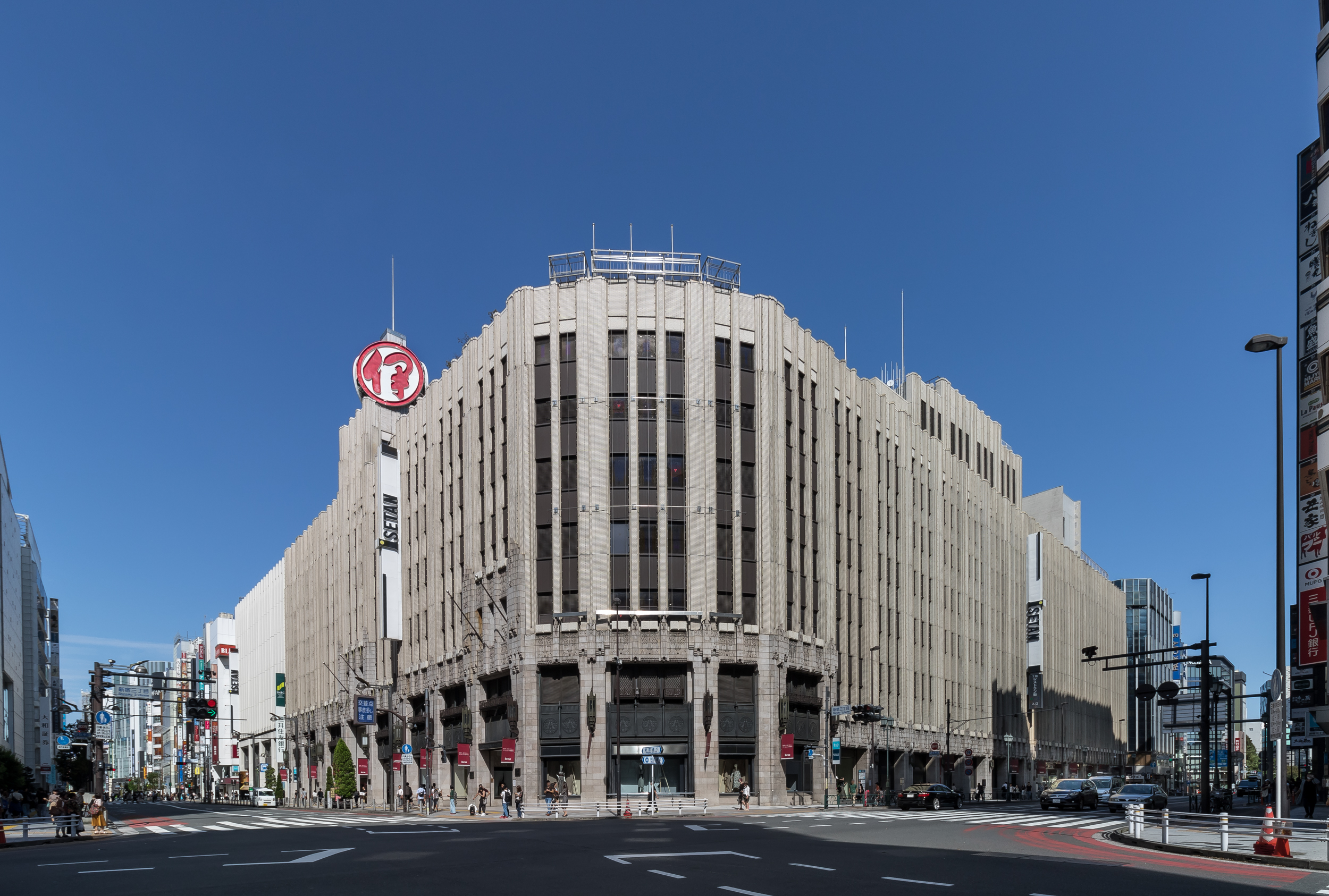
伊勢丹本店
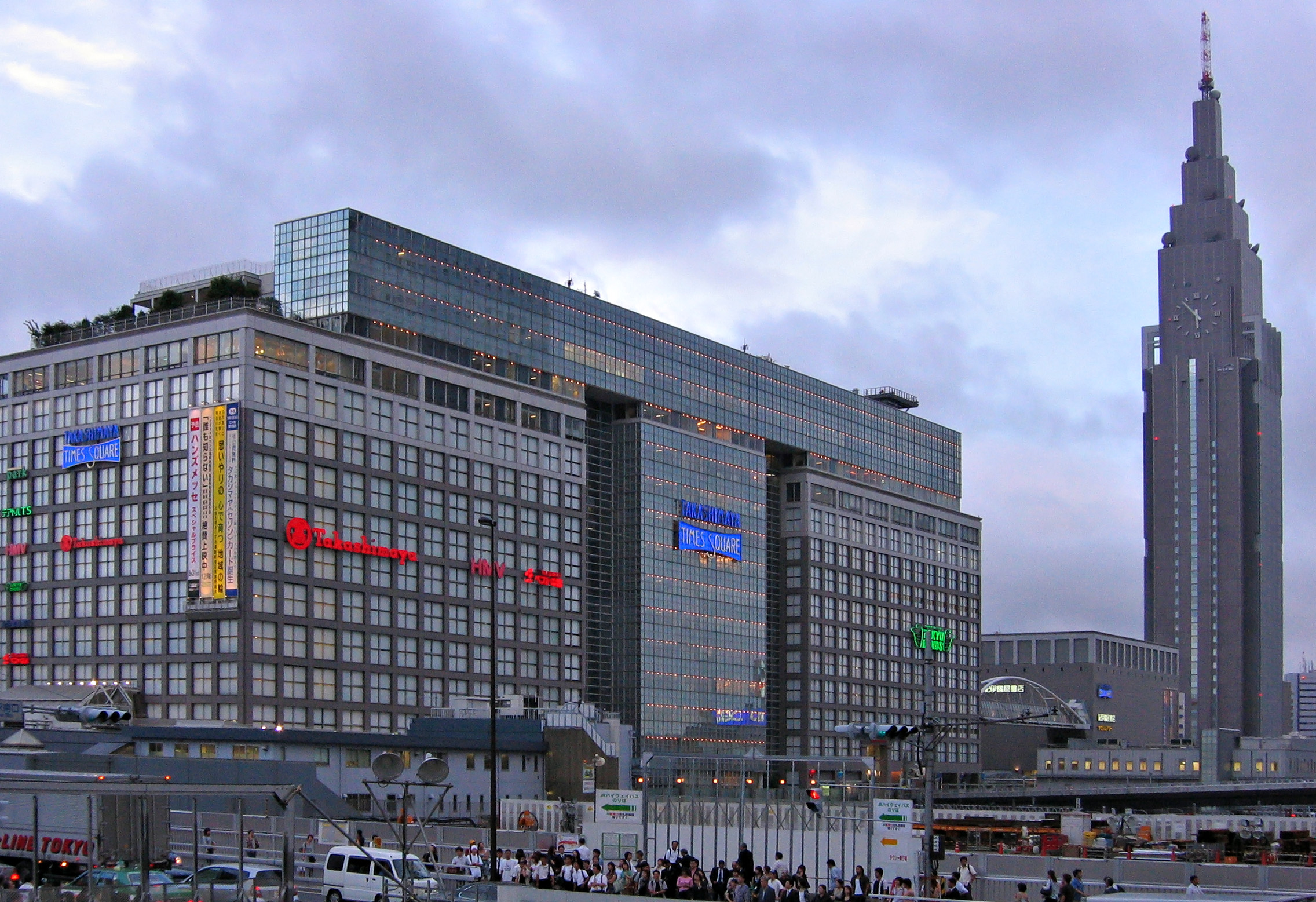
高島屋タイムズスクウエア

新宿駅周辺は国内最大の商業地となっている。
百貨店
私鉄の駅ビルには京王百貨店が、新宿三丁目付近に伊勢丹がある。1996年（平成8年）に南口（所在地は渋谷区千駄ヶ谷）にタカシマヤタイムズスクエアが進出した。丸井は新宿三丁目周辺の6箇所に点在している。
家電量販店
淀橋はヨドバシカメラ発祥の地で新宿西口本店の所在地。現在ではヨドバシといえば、地名ではなく同店を示す語になっている。昭和50年代（1975年（昭和50年） - 1984年（昭和59年）、1960年代の後の1970年代後半から1990年代の前の1980年代初期）には同業の「さくらや」、「ドイ」と競争を繰り広げ「新宿カメラ戦争」と呼ばれた。近年、ビックカメラが新宿三丁目の新宿マルイカレンと紀伊國屋書店に挟まれた一角と小田急百貨店HALC内に進出し、ヨドバシと対峙している。新宿駅西口周辺にはヨドバシを中心とした家電量販店やソフマップなどのパソコン・ゲーム関連の店舗が集まっており、雑誌などでは「新宿電気街」と呼ばれることもある。ヨドバシは西口にホビー館、カメラ館、PC館などに分かれている。これらの量販店は近年、大阪府（特に大阪市）への進出が続いているが、2010年（平成22年）に業界最大手のヤマダデンキが進出し激しい顧客獲得競争を繰り広げている。
書店
紀伊國屋書店本店がある。長らく国内最大級と呼ばれた。さらに1990年代後半に南口に新店がオープン。ルミネ内には青山ブックセンターが出店していたが2004年（平成16年）に倒産し、ブックファーストが引き継いだ。西口にはデパート内に三省堂書店、啓文堂書店がある。2008年（平成20年）11月にブックファーストがモード学園コクーンタワーの3フロアーを使い、東京圏の旗艦店として開業した。
駅ビル
JR系のルミネ、ルミネエスト（旧マイシティ）は若者向けの店舗をテナントに入れている。
チケットショップ
西口大ガード（思い出横丁）付近に店舗が集中している。
その他
靖国通りと職安通りに挟まれた街区には日本最大級の歓楽街の歌舞伎町がある。新宿二丁目はゲイのメッカである。
- 伊勢丹本店
- 高島屋タイムズスクウエア

## 機関・施設

### 新宿区の機関
- 新宿区役所
  - 本庁舎（歌舞伎町一丁目）
  - 第一分庁舎（歌舞伎町一丁目）
  - 第二分庁舎（新宿五丁目）
- 各種窓口
  - 榎町特別出張所（早稲田町）
  - 大久保特別出張所（大久保二丁目）
  - 落合第一特別出張所（下落合四丁目）
  - 落合第二特別出張所（中落合四丁目）
  - 柏木特別出張所（北新宿二丁目）
  - 箪笥町特別出張所（箪笥町）
  - 角筈特別出張所（西新宿四丁目）
  - 戸塚特別出張所（高田馬場二丁目）
  - 四谷特別出張所（内藤町）
  - 若松町特別出張所（若松町）
- 保健事務
  - 新宿区保健所（新宿五丁目）
  - 牛込保健センター（弁天町）
  - 落合保健センター（下落合四丁目）
  - 西新宿保健センター（西新宿七丁目）
  - 四谷保健センター（四谷四丁目）
- 清掃事務・道路管理
  - 新宿清掃事務所（下落合二丁目）
  - 歌舞伎町清掃センター（歌舞伎町二丁目）
  - 新宿東清掃センター（四谷三栄町）
  - 新宿中央公園事務所（西新宿二丁目）
  - 西部道路公園事務所（下落合一丁目）
  - 東部道路公園事務所（市谷仲之町）

### 警察・消防
- 警視庁
  - 牛込警察署（南山伏町）
  - 新宿警察署（西新宿六丁目）
  - 戸塚警察署（西早稲田三丁目）
  - 四谷警察署（左門町）
  - 新宿運転免許更新センター（西新宿二丁目）
  - 新宿少年センター（西新宿五丁目）
- 東京消防庁
  - 第四消防方面本部（大久保三丁目3-14-26）※新宿消防署戸塚出張所庁舎内3階
    - 四谷消防署（四谷3-10-4）指揮隊、ポンプ隊2（特別消火中隊）、はしご隊、救急隊1
      - 新宿御苑出張所（新宿1-8-3）ポンプ隊2、救急隊2

    - 牛込消防署（筑土八幡町5-16）指揮隊、ポンプ隊2、はしご隊、救急隊1（資材搬送車1：第1小隊乗換運用）
      - 早稲田出張所（早稲田鶴巻町504-6）ポンプ隊2（特別消火中隊）

    - 新宿消防署（百人町3-29-4）指揮隊、ポンプ隊2、はしご隊、特別救助隊、救急隊2（屈折放水塔車1：はしご隊乗換運用）
      - 落合出張所（中落合3-7-1）ポンプ隊1、救急隊1
      - 戸塚出張所（大久保3-14-26）ポンプ隊2、救急隊1
      - 大久保出張所（新宿6-27-43）ポンプ隊1、救急隊1
      - 西新宿出張所（西新宿3-7-38）ポンプ隊2（特別消火中隊）、はしご隊、救急隊2

### 東京都の機関
- 東京都庁（西新宿二丁目）
- 東京都新宿都税事務所（西新宿七丁目）
- 東京都労働委員会（西新宿二丁目）

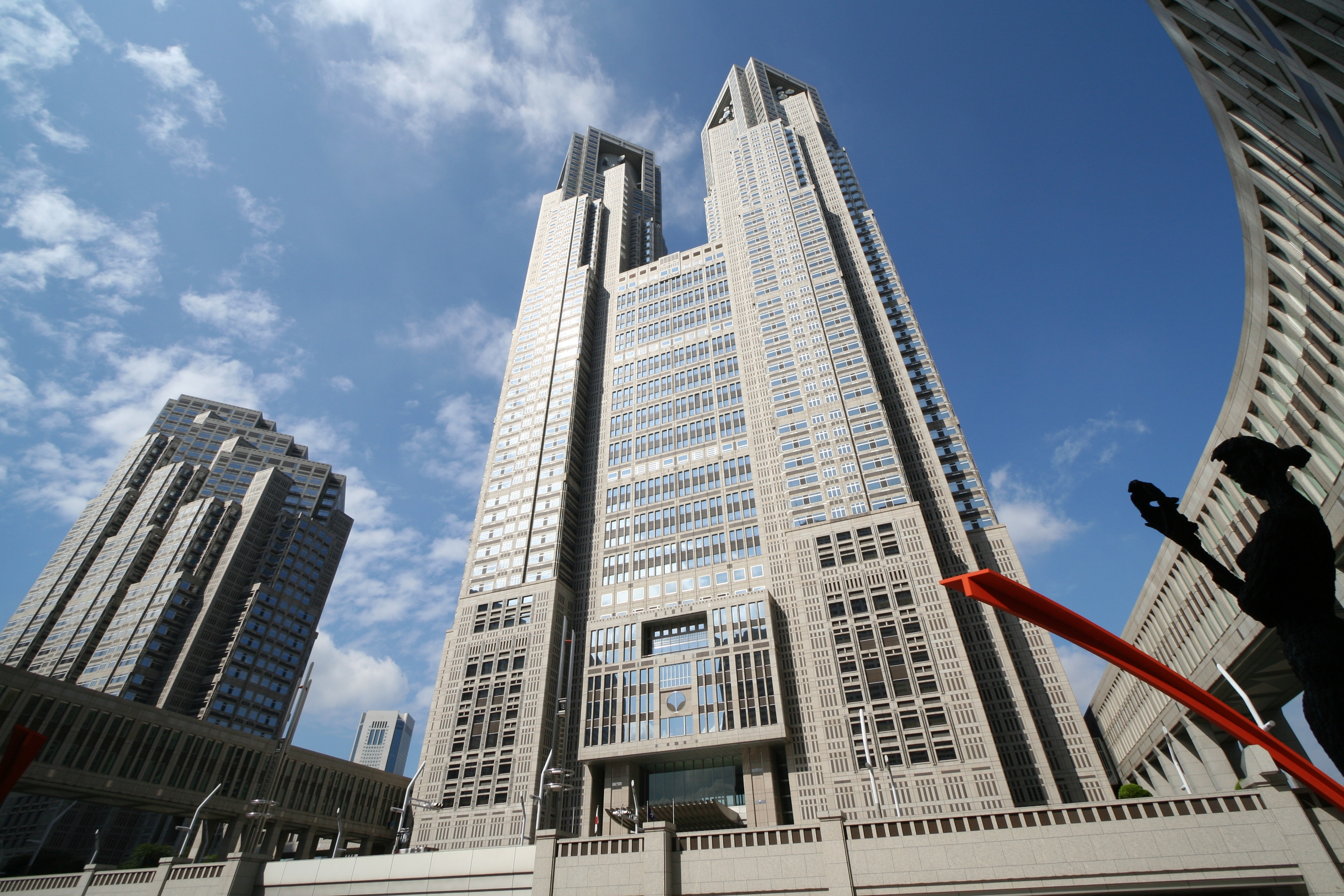
東京都庁第一本庁舎・第二本庁舎]

### 官公庁
- 防衛省市ヶ谷庁舎（市谷本村町） - 「市ヶ谷1号館（東部方面総監部）」跡地に本庁舎を新設
  - 防衛省本庁
  - 統合幕僚監部
  - 陸上幕僚監部
  - 海上幕僚監部
  - 航空幕僚監部
  - 防衛装備庁
- 総務省第二庁舎（若松町） - 統計局
- 厚生労働省戸山研究庁舎（戸山一丁目） - 国立感染症研究所、国立健康・栄養研究所

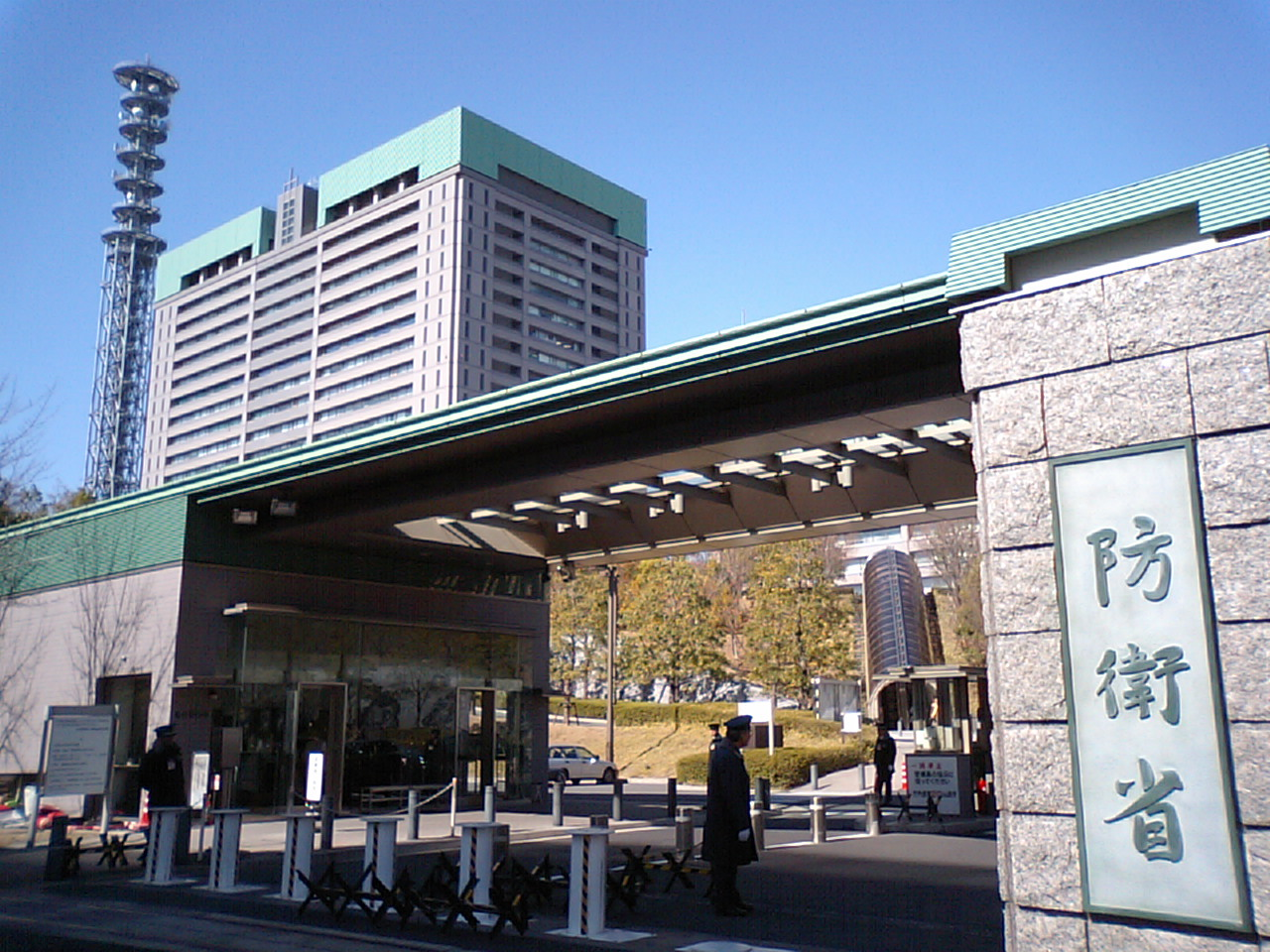
防衛省市ヶ谷庁舎

#### 出先機関
- 国税庁
  - 新宿税務署（北新宿一丁目）
  - 四谷税務署（四谷三栄町）
- 法務省
  - 東京法務局新宿出張所（北新宿一丁目）
- 出入国在留管理庁
  - 東京出入国在留管理局新宿出張所
- 厚生労働省
  - 新宿労働基準監督署（西新宿七丁目）
  - 新宿公共職業安定所（歌舞伎町二丁目）

### 電気・ガス・水道
- 東京電力新宿支社（新宿五丁目）
- 東京ガスホームサービス本部（西新宿三丁目）
- 東京都水道局新宿営業所（内藤町）

### 郵便局
2008年（平成20年）7月現在の新宿区内の郵便局は56局、ATM出張所は17箇所。簡易郵便局は存在しない（以前は小田急百貨店内に簡易郵便局が存在した）。
集配郵便局は3局。区内一部地域は中野区にある落合郵便局が集配を担当している。
- 牛込郵便局：〒162-8799 北山伏町1-5
- 新宿郵便局：〒163-8799 西新宿1-8-8
- 新宿北郵便局：〒169-8799 大久保3-14-8

ゆうちょ銀行直営店舗は2店舗。
- 牛込店（牛込郵便局に併設）
- 新宿店（新宿郵便局に併設）

かんぽ生命保険直営店舗は1店舗。
- 新宿支店（新宿ファーストウエストに入居）

郵便局
- 飯田橋駅東口郵便局
- 市谷柳町郵便局
- 牛込郵便局
- 牛込抜弁天郵便局
- 牛込若松町郵便局
- 北新宿三郵便局
- KDDIビル内郵便局
- 新大久保駅前郵便局
- 新宿郵便局
- 新宿アイタウン郵便局
- 新宿アイランド郵便局
- 新宿一郵便局
- 新宿大久保郵便局
- 新宿小滝橋郵便局
- 新宿改代町郵便局
- 新宿神楽坂郵便局
- 新宿歌舞伎町郵便局
- 新宿上落合郵便局
- 新宿北郵便局
- 新宿区役所内郵便局
- 新宿三郵便局
- 新宿下落合三郵便局
- 新宿下落合四郵便局
- 新宿住吉郵便局
- 新宿諏訪町郵便局
- 新宿センタービル内郵便局
- 新宿第一生命ビル内郵便局
- 新宿天神郵便局
- 新宿戸山郵便局
- 新宿中落合郵便局
- 新宿二郵便局
- 新宿西落合郵便局
- 新宿野村ビル内郵便局
- 新宿花園郵便局
- 新宿馬場下郵便局
- 新宿パークタワー内郵便局
- 新宿百人町郵便局
- 新宿保健会館内郵便局
- 新宿三井ビル内郵便局
- 新宿明治通郵便局
- 新目白通郵便局
- 高田馬場郵便局
- 高田馬場二郵便局
- 東京オペラシティ郵便局
- 東京都庁内郵便局
- 西新宿七郵便局
- 西新宿八郵便局
- 西新宿四郵便局
- 西早稲田一郵便局
- 四谷郵便局
- 四谷駅前郵便局
- 四谷大木戸郵便局
- 四谷通二郵便局
- 早稲田大学前郵便局
- 早稲田通郵便局

### 金融機関
- みずほ銀行 13支店
- 三菱UFJ銀行 16支店
- 三井住友銀行 5支店
- りそな銀行 4支店
- PayPay銀行 1支店
- 東邦銀行 1支店
- 常陽銀行 1支店
- 千葉銀行 1支店
- きらぼし銀行  5支店
- 横浜銀行 1支店
- 山梨中央銀行 1支店
- 八十二銀行 1支店
- 北陸銀行 1支店
- 静岡銀行 1支店
- スルガ銀行 1支店
- 百十四銀行 1支店
- 伊予銀行 1支店
- 三菱UFJ信託銀行 1支店
- みずほ信託銀行 1支店
- 三井住友信託銀行 2支店
- SMBC信託銀行 2支店
- SBI新生銀行 1支店
- あおぞら銀行 1支店
- SBJ銀行 1支店
- きらやか銀行 2支店
- 東日本銀行 2支店
- 東京スター銀行 1支店
- 関西みらい銀行 1支店
- 興産信用金庫 1支店
- さわやか信用金庫 2支店
- 東京シティ信用金庫 4支店
- 東京東信用金庫 1支店
- 東京三協信用金庫 4支店
- 西京信用金庫 2支店
- 西武信用金庫 3支店
- 昭和信用金庫 1支店
- 東京信用金庫 4支店
- 城北信用金庫 2支店
- 巣鴨信用金庫 1支店
- 商工組合中央金庫 1支店
- あすか信用組合 1支店
- 東京厚生信用組合 1支店
- 中ノ郷信用組合 1支店
- 大東京信用組合 1支店
- 第一勧業信用組合 3支店
- 東京都職員信用組合 1支店
- 警視庁職員信用組合 1支店

### 病院
新宿区には病院（病床数20以上の入院可能な医療施設）が13あり、病床数の合計は5,543。東京都内では板橋区・八王子市に次いで3番目に病床数を多く抱える自治体である。また、1病院あたりの病床数は436（東京都内では文京区・狛江市に次いで3番目に大きい）であり、大病院が集積していることを窺わせる（数字はいずれも2021年（令和3年）11月現在）。
新宿区内の以下の7病院は東京都の災害拠点病院に指定されており、広域災害時の救急医療拠点としての機能を備えている。
- 慶應義塾大学病院（信濃町、救命救急センター、特定機能病院）
- 国立国際医療研究センター病院（戸山一丁目、救命救急センター、特定機能病院）
- JCHO東京山手メディカルセンター（百人町三丁目、地域医療支援病院）
- JCHO東京新宿メディカルセンター（津久戸町、地域医療支援病院）
- 東京医科大学病院（西新宿六丁目、救命救急センター、特定機能病院）
- 東京女子医科大学病院（河田町、救命救急センター）
- 東京都立大久保病院（歌舞伎町二丁目、地域医療支援病院）

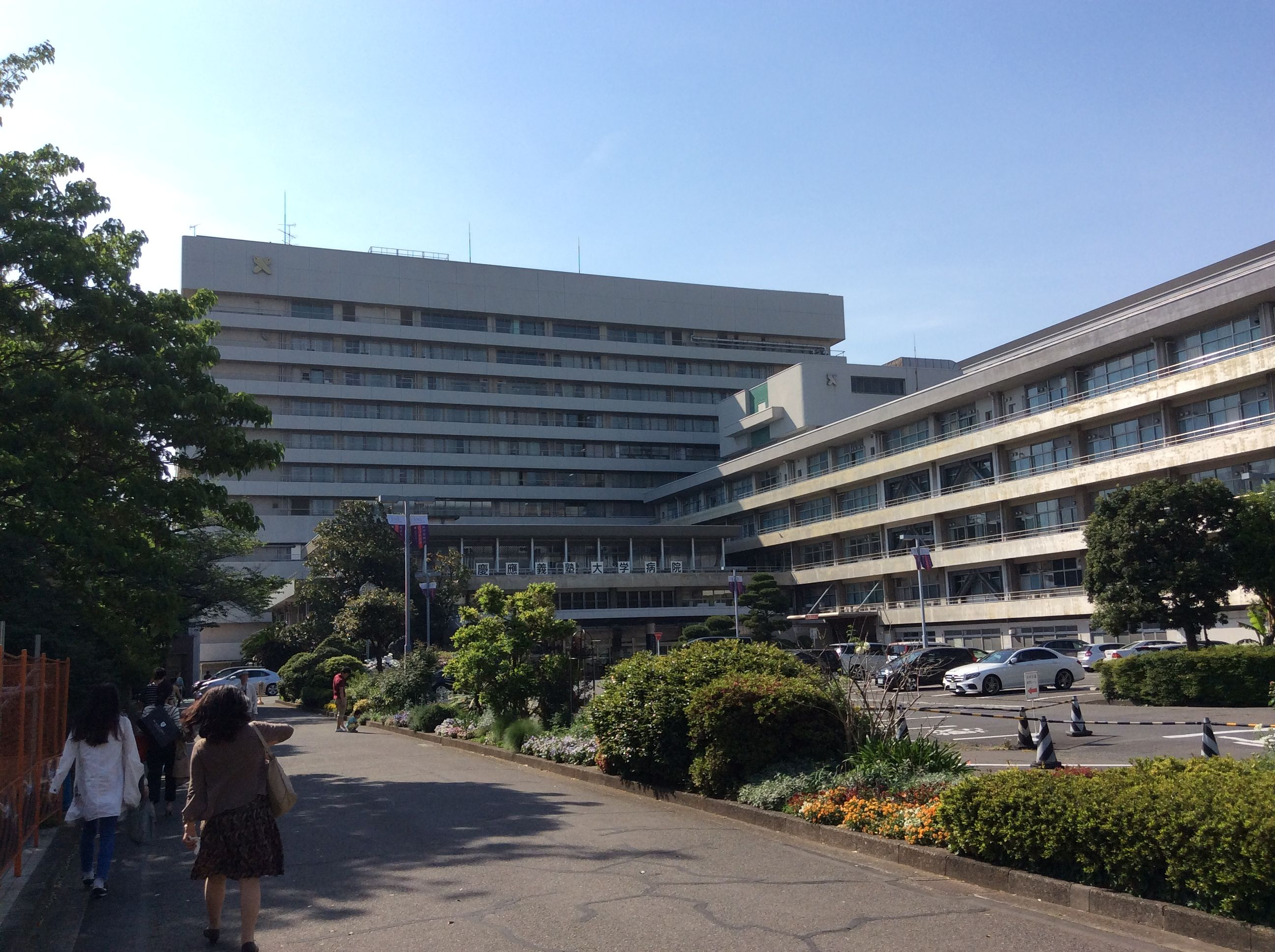
慶應義塾大学病院（2018年4月22日撮影）

その他の主な病院を以下に掲げる。
- 聖母病院（中落合）
- 晴和病院（弁天町）
- 林外科病院（大京町）
- 春山記念医院（百人町）
- 目白病院（下落合）
- 柳町病院（市谷柳町）

### 文化施設

#### 博物館
- 国立科学博物館新宿分館（百人町三丁目）
- 新宿区立新宿歴史博物館（四谷三栄町）
- 東京消防庁消防博物館（四谷三丁目）

#### 図書館
新宿区内の図書館および類似施設のうち、一般利用が可能な公立の施設は17ある。
防衛省図書館と総務省統計図書館は組織上国立国会図書館の支部となっているが、実態として維持管理は防衛省・総務省統計局によってなされており、来庁者のための情報公開施設として機能している。
新宿区立の図書館には、教育委員会の組織下のものと、それ以外のものに分類される。最も古い図書館は1951年（昭和26年）3月開館の新宿図書館（現四谷図書館、四谷区民センター内に併設）、最も新しい図書館は2006年（平成18年）4月設置のこども図書館（中央図書館内に併設）である。新宿区立の図書館はすべて、新宿区発足以降に新宿区によって新設された図書館であるため、周辺他区の図書館と比較してその歴史はあまり古くない。
教育委員会組織下の図書館の蔵書総数はおよそ82万点（雑誌の数は含まず）、視聴覚資料はおよそ4万5,000点。

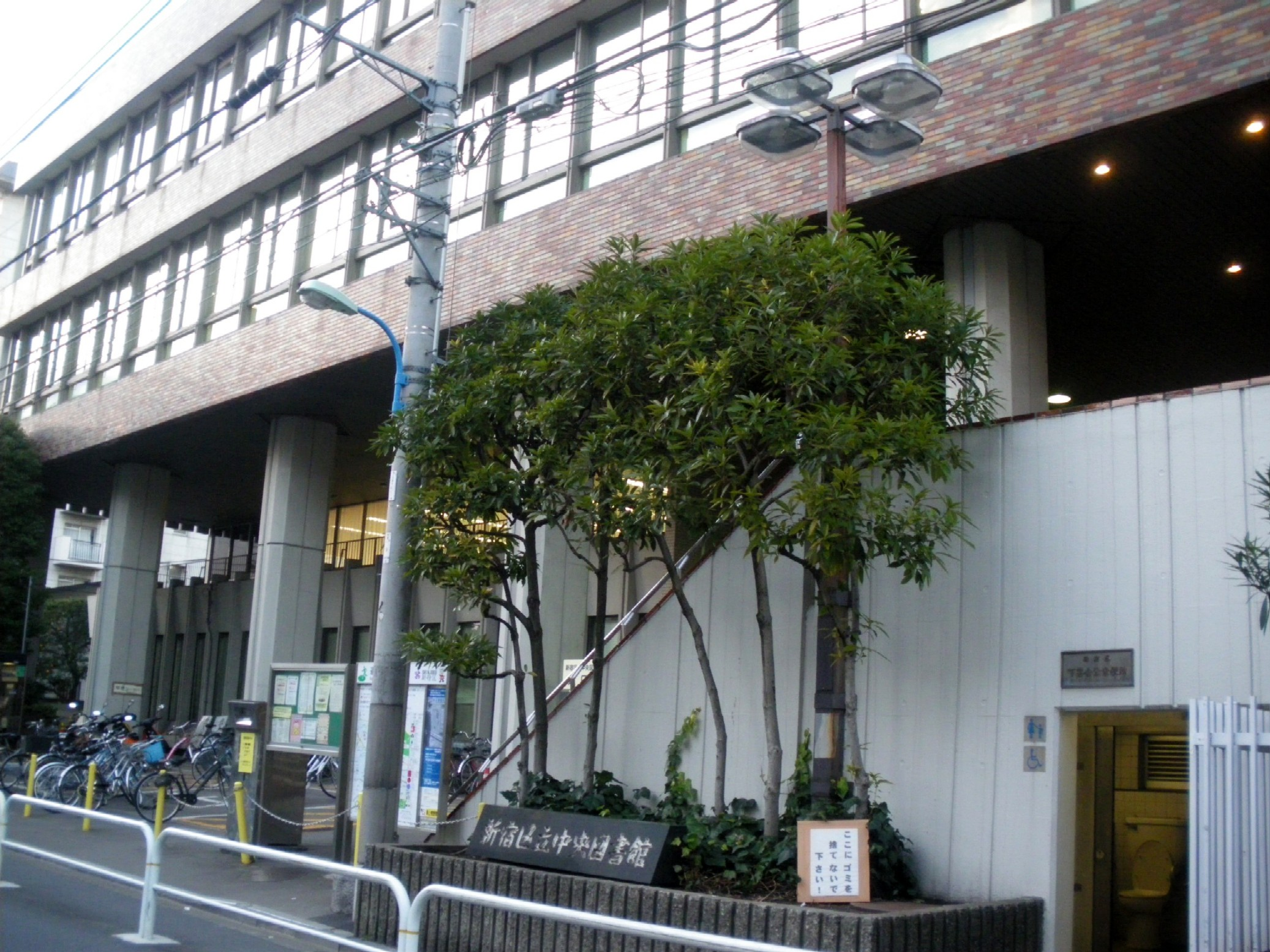
下落合にあった旧新宿区立中央図書館

- 新宿区教育委員会
  - 新宿区立中央図書館（大久保三丁目）
  - 新宿区立大久保図書館（大久保二丁目）
  - 新宿区立北新宿図書館（北新宿三丁目）
  - 新宿区立こども図書館（下落合一丁目）
  - 新宿区立角筈図書館（西新宿四丁目）
  - 新宿区立鶴巻図書館（早稲田鶴巻町）
  - 新宿区立戸山図書館（戸山二丁目）
  - 新宿区立西落合図書館（西落合四丁目）
  - 新宿区立中町図書館（中町）
  - 新宿区立四谷図書館（内藤町）
- 新宿区役所総務部
  - 区政情報センター（歌舞伎町一丁目・新宿区役所本庁舎内）
  - 男女共同参画推進センター図書資料室（荒木町）
- 国立国会図書館支部
  - 防衛省図書館（市谷本村町・防衛庁本庁舎内）
  - 総務省統計図書館（若松町・総務省第二庁舎内）
- 東京都
  - 東京都議会図書館（西新宿二丁目・東京都庁議会棟内）
  - 統計部統計資料室（西新宿二丁目・東京都庁第一本庁舎内）
  - 都民情報ルーム（西新宿二丁目・東京都庁第一本庁舎内）

上記17施設のほか、利用に条件のある図書館もいくつかある。
- 新宿区議会図書館（歌舞伎町一丁目・新宿区役所本庁舎内） - 新宿区議会議員の紹介により利用できる
- 東京富士大学付属図書館（下落合一丁目） - 新宿区立図書館で手続きをした20歳以上の新宿区民が利用できる
- 目白大学新宿図書館（中落合四丁目） - 新宿区立図書館で手続きをした20歳以上の新宿区民が利用できる

#### 多目的ホール

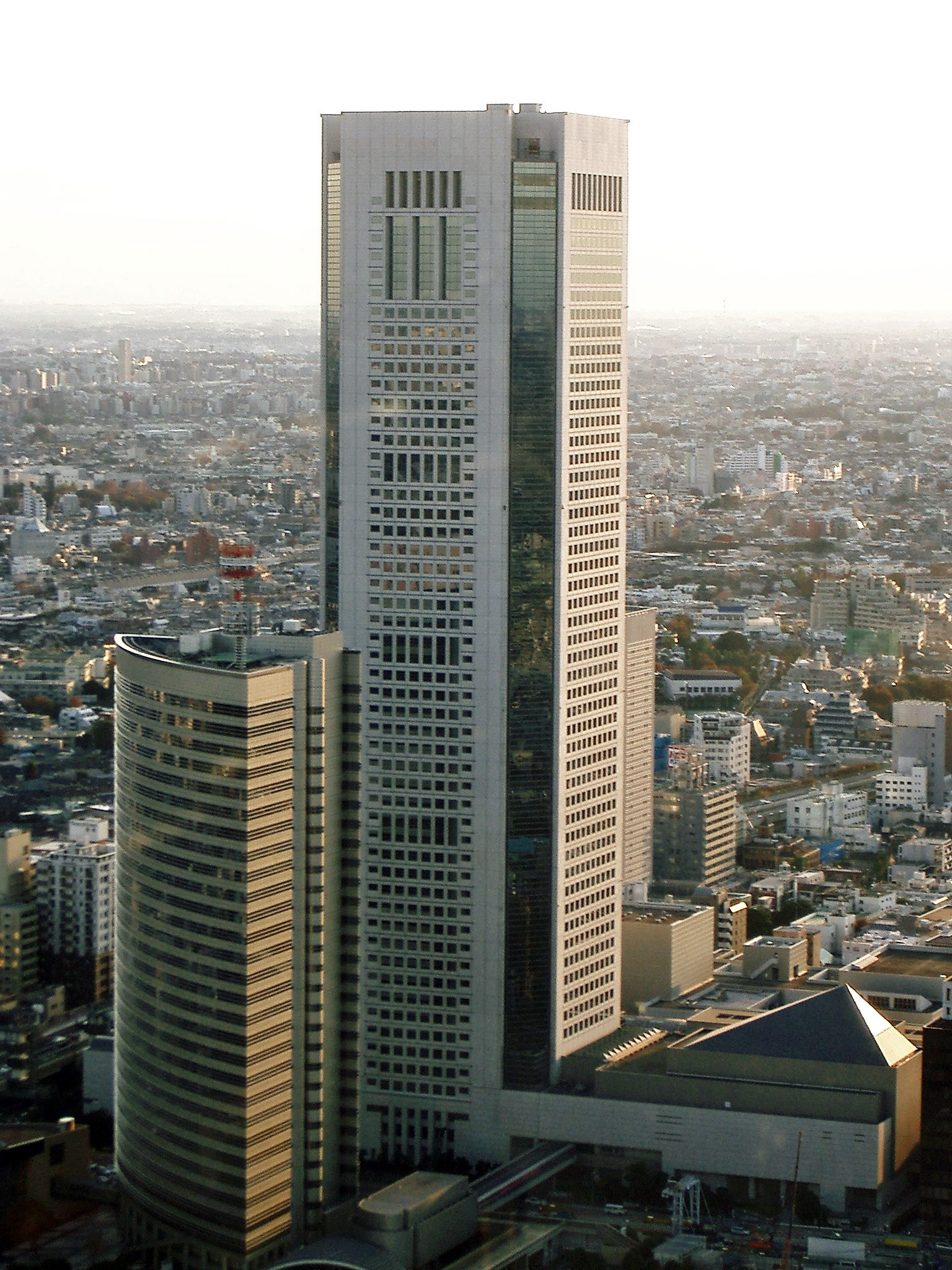
東京オペラシティ
- 新宿文化センター
- 四谷区民ホール
- 角筈区民ホール
- 牛込箪笥区民ホール
- 日本青年館ホール
- 紀伊國屋ホール
- 新宿永谷ホール
- 新宿ゴールデン街劇場
- パークタワーホール
- 新宿アイランドホール
- 安与ホール

- 東京オペラシティ

#### スポーツ施設
- 国立競技場
- 明治神宮野球場
- 大久保スポーツプラザ（大久保三丁目）
- 新宿コズミックスポーツセンター（大久保三丁目）
- 新宿スポーツセンター（大久保三丁目）
- 西落合公園少年野球場（西落合二丁目）
- 西戸山公園野球場（百人町四丁目）

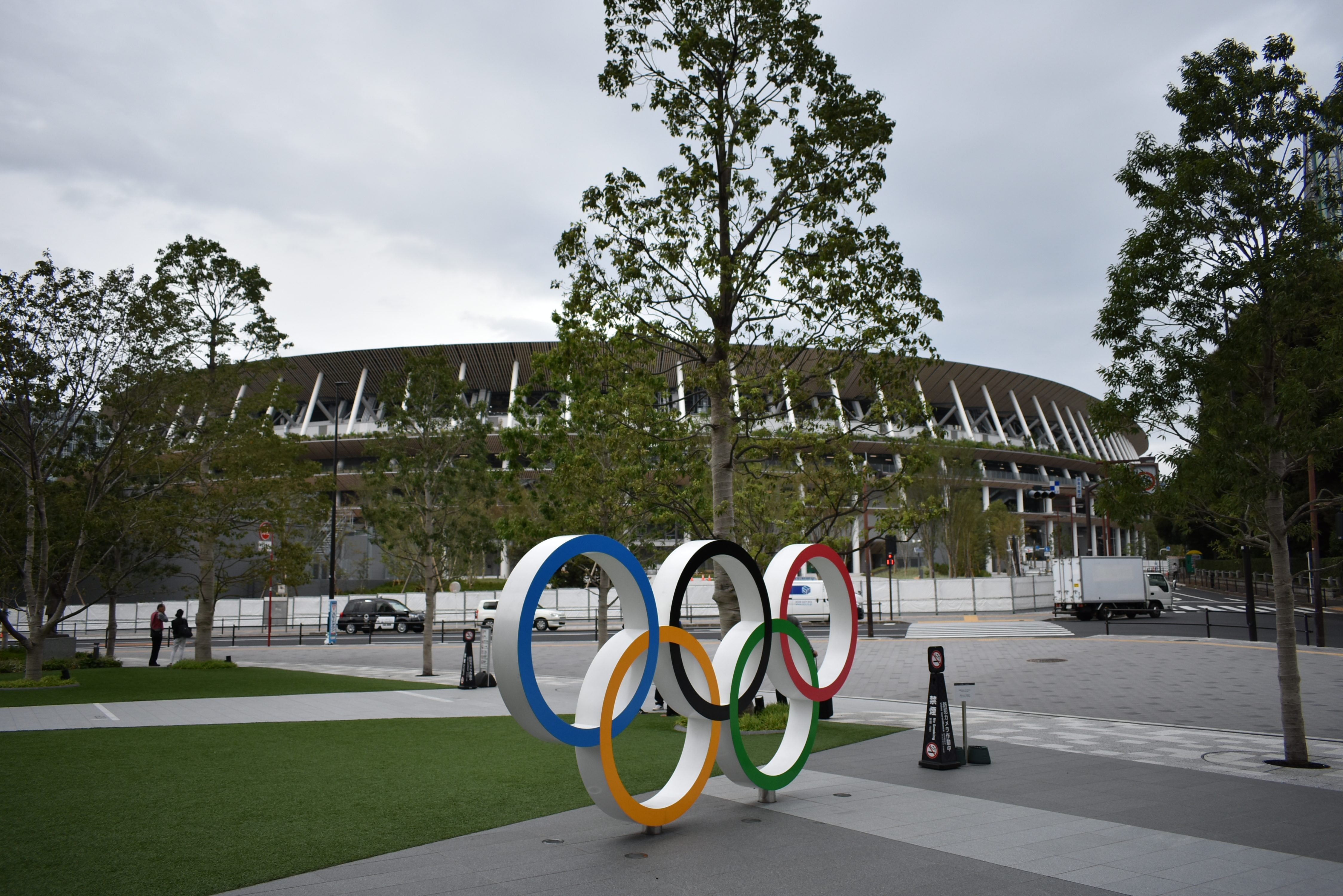
新国立競技場

#### 公園

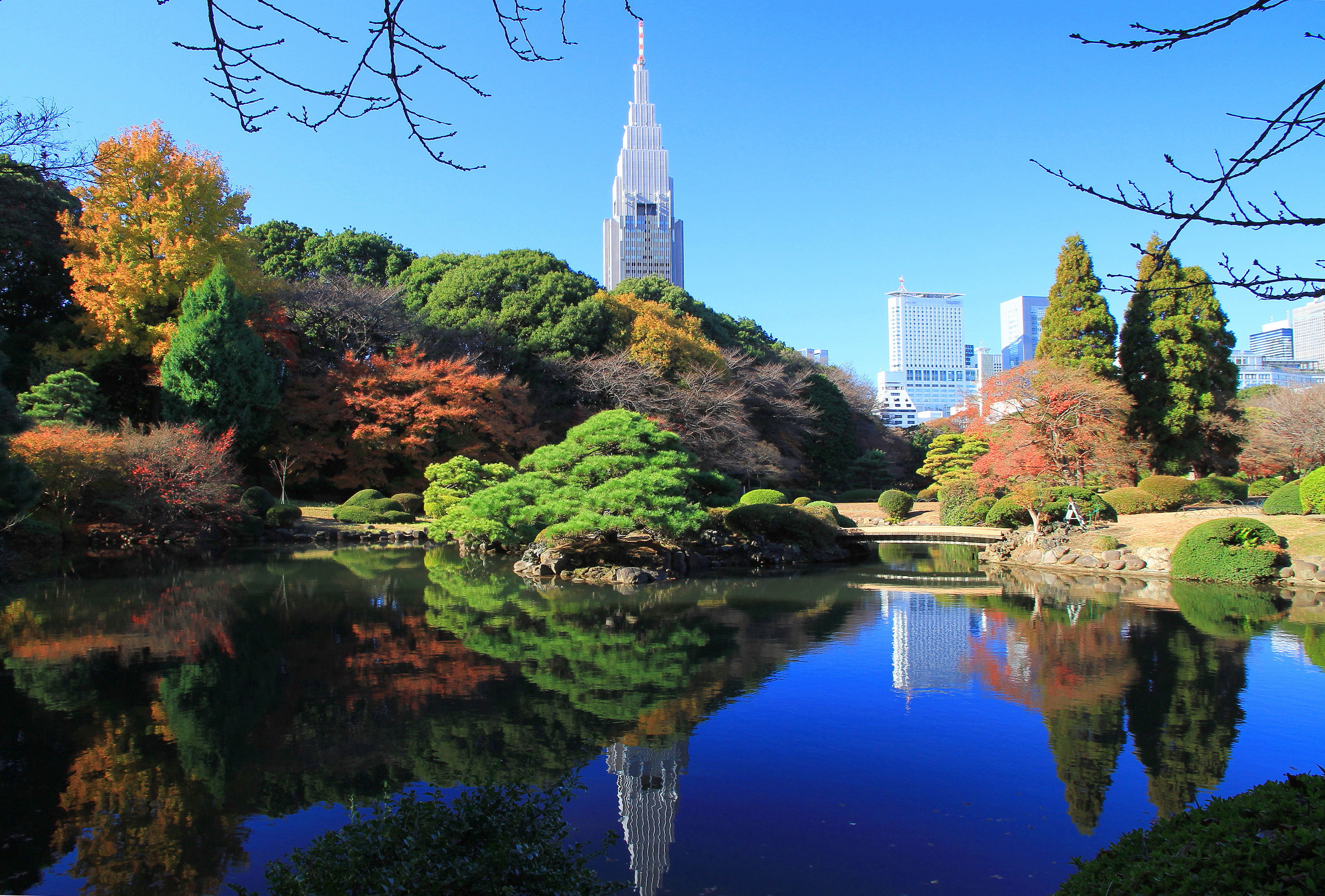
新宿御苑

- 国立
  - 新宿御苑（内藤町）
  - 明治神宮外苑（霞ヶ丘町）
- 東京都立
  - 戸山公園（戸山二丁目・三丁目）
  - 明治公園（霞ヶ丘町）
- 新宿区立
  - 落合中央公園（上落合二丁目）
  - おとめ山公園（下落合二丁目）
  - 甘泉園公園（西早稲田三丁目）
  - 北新宿公園（北新宿三丁目）
  - 小泉八雲記念公園（大久保一丁目）
  - 新宿中央公園（西新宿二丁目）
  - 鶴巻南公園（早稲田町）
  - 戸塚公園（高田馬場三丁目）
  - 新宿遊歩道公園（歌舞伎町）
  - 新宿公園（新宿二丁目）
  - 抜弁天北公園（新宿七丁目）
  - 四谷見附公園（四谷一丁目）
  - 若葉東公園（四谷一丁目）
  - 若宮公園（若宮町）

- 新宿御苑

### 住宅施設
- UR 原町団地（原町、分譲44　1958年（昭和33年））
- UR 戸塚三丁目団地（高田馬場 市街地住宅 賃貸75　1962年（昭和37年） 現存 譲渡返還）
- UR 四谷三丁目団地（四谷 市街地住宅 賃貸20　1962年（昭和37年） 現存 譲渡返還）
- UR 市谷田町団地（市谷田町 市街地住宅 賃貸70　1963年（昭和38年） 現存 譲渡返還）
- UR 新宿二丁目第一団地（新宿 市街地住宅 賃貸14　1958年（昭和33年））
- UR 新宿二丁目第二団地（新宿 市街地住宅 賃貸18　1958年（昭和33年） 建替）
- 都営花園町アパート（新宿 1-15、1964年（昭和39年） - 1965年（昭和40年））
- 霞ヶ丘団地・都営霞ヶ丘アパート（霞ヶ丘町 5-2、1960年（昭和35年） - 1966年（昭和41年））
- 都営市ヶ谷富久町アパート（富久町 22-24、1970年（昭和45年） - 1974年（昭和49年））
- UR 市ヶ谷富久町団地（富久町 市街地住宅 賃貸16　1958年（昭和33年） 建替）
- 都営若松町アパート（若松町 1-1、1966年（昭和41年） - 1967年（昭和42年））
- 都営早稲田アパート（西早稲田 1-9、1969年（昭和44年））
- 都営長延寺アパート（市谷長延寺町 8、1964年（昭和39年） - 1966年（昭和41年））
- UR 西大久保団地（歌舞伎町 市街地住宅 賃貸77 1960年（昭和35年））
- 都営西大久保アパート（大久保 3-13、1965年（昭和40年） - 1976年（昭和51年））
- 都営西大久保四丁目アパート（戸山 (新宿区) 3-18、1971年（昭和46年））
- 都営東大久保一丁目アパート（新宿 6-13、1971年（昭和46年））
- 百人町都営住宅
- 新宿西戸山開発百人町三丁目団地 - 1988年（昭和63年） : 東京都市計画事業(一団地の住宅施設)
- 都営百人町三丁目アパート（百人町 3-28、1990年（平成2年） - 1998年（平成10年））
- 都営百人町三丁目第2アパート（百人町 3-29、1999年（平成11年））
- 都営百人町四丁目アパート（百人町 4-8、2000年（平成12年））
- 都営百人町四丁目第2アパート（百人町 4-7、2002年（平成14年））
- 都営百人町四丁目第3アパート（百人町 4-6、2003年（平成15年））
- 都営百人町四丁目第4アパート（百人町 4-5、2004年（平成16年））
- 都営百人町四丁目第5アパート（百人町 4-4、2005年（平成17年））
- 都営戸山アパート（東京都建築局、東京都、本格的中層耐火構造住宅、1949年（昭和24年））
- 戸山ハイツ（東京都建築局+市浦都市開発建築コンサルタンツ、東京都、戸山 2-7、1968年（昭和43年） - 1976年（昭和51年））
- 都営戸山ハイツ団地 - 1980年（昭和55年） : 東京都市計画事業(一団地の住宅施設)
- 都営弁天町アパート（弁天町 121、2001年（平成13年））
- 都営弁天町第2アパート（弁天町 163、1971年（昭和46年））

## 教育

### 大学
- 桜美林大学新宿キャンパス（百人町三丁目） - ビジネスマネジメント学群
- 学習院女子大学（戸山三丁目）
- 慶應義塾大学信濃町キャンパス（信濃町） - 医学部・看護医療学部
- 工学院大学新宿キャンパス（西新宿一丁目）
- 上智大学目白聖母キャンパス（下落合四丁目） - 総合人間科学部看護学科
- 宝塚大学東京新宿キャンパス（西新宿七丁目） - 東京メディア芸術学部
- 東京医科大学（新宿六丁目）
- 東京国際大学高田馬場サテライト（高田馬場四丁目） - 大学院商学研究科
- 東京女子医科大学（河田町）
- 東京富士大学（下落合一丁目）
- 東京理科大学神楽坂キャンパス（神楽坂一丁目）
- 法政大学市ヶ谷キャンパスの一部（市谷田町二丁目） - デザイン工学部・大学院棟
- 目白大学新宿キャンパス（中落合四丁目）
- 早稲田大学
  - 早稲田キャンパス（西早稲田一丁目） - 政治経済学部・法学部・商学部・国際教養学部・社会科学部・教育学部
  - 戸山キャンパス（戸山一丁目） - 文学部・文化構想学部
  - 西早稲田キャンパス（大久保三丁目） - 基幹理工学部・創造理工学部・先進理工学部
  - 喜久井町キャンパス（喜久井町） - 理工学術院総合研究所・多目的グラウンドなど
- マギル大学ジャパン（西新宿三丁目）
- 上海大学東京校（百人町一丁目）
- 社会情報大学院大学（高田馬場一丁目）
- 東京通信大学（西新宿一丁目）
- 社会起業大学（西新宿三丁目）
- 深圳大学東京学院（四谷一丁目）

### 専門職大学
- 国際ファッション専門職大学東京キャンパス（西新宿一丁目）
- 東京国際工科専門職大学（西新宿一丁目）

### 専修学校
- グレッグ外語専門学校新宿校（百人町二丁目）
- 西武学園医学技術専門学校東京新宿校（百人町二丁目）
- 真野美容専門学校（歌舞伎町二丁目）
- 日本電子専門学校（百人町一丁目）
- 東京YMCA国際ホテル専門学校（西早稲田二丁目）
- 日本福祉教育専門学校（高田馬場二丁目）
- 早稲田美容専門学校（西早稲田二丁目）
- 東京医療専門学校（四谷三栄町）
- 東洋鍼灸専門学校（百人町一丁目）

### 高等学校
| - 東京都立 - 新宿高等学校（内藤町） - 新宿山吹高等学校（山吹町） - 戸山高等学校（戸山三丁目） - 都立総合芸術高校（美術科・舞台表現科・富久町） - 市ヶ谷商業高等学校（＝2009年（平成21年）統合閉校・矢来町） - 小石川工業高等学校（＝2008年（平成20年）統合閉校・富久町） | - 私立 - 海城高等学校（大久保三丁目） - 学習院女子高等科（戸山三丁目） - 成城高等学校（原町三丁目） - 成女高等学校（富久町） - 保善高等学校（大久保三丁目） - 目白研心高等学校（中落合四丁目） - 早稲田高等学校（馬場下町） - 鹿島学園高等学校新宿ウイングキャンパス・新宿キャンパス・西新宿声優キャンパス - クラーク記念国際高等学校東京キャンパス（高田馬場一丁目） - 八洲学園高等学校新宿キャンパス（新宿二丁目） - 大智学園高等学校東京校（北新宿一丁目） - 屋久島おおぞら高等学校新宿キャンパス（西新宿八丁目） |

### 中学校
- 海城中学校（大久保三丁目）
- 学習院女子中等科（戸山三丁目）
- 成城中学校（原町三丁目）
- 成女学園中学校（富久町）
- 目白研心中学校（中落合四丁目）
- 早稲田中学校（馬場下町）

### 小学校
- 学習院初等科（若葉一丁目）

### 各種学校
- 日本聖書神学校(下落合)
- 合気道学校(若松町)

### その他
- ゆたかカレッジ早稲田キャンパス(西早稲田二丁目)　-　障害者の為の大学校。

## 名所・史跡・文化財
- 近衛公の欅（下落合二丁目）
- 新宿御苑
- 高層ビルは新宿区の超高層建築物・構築物の一覧を参照。
- 新宿末廣亭 - 寄席

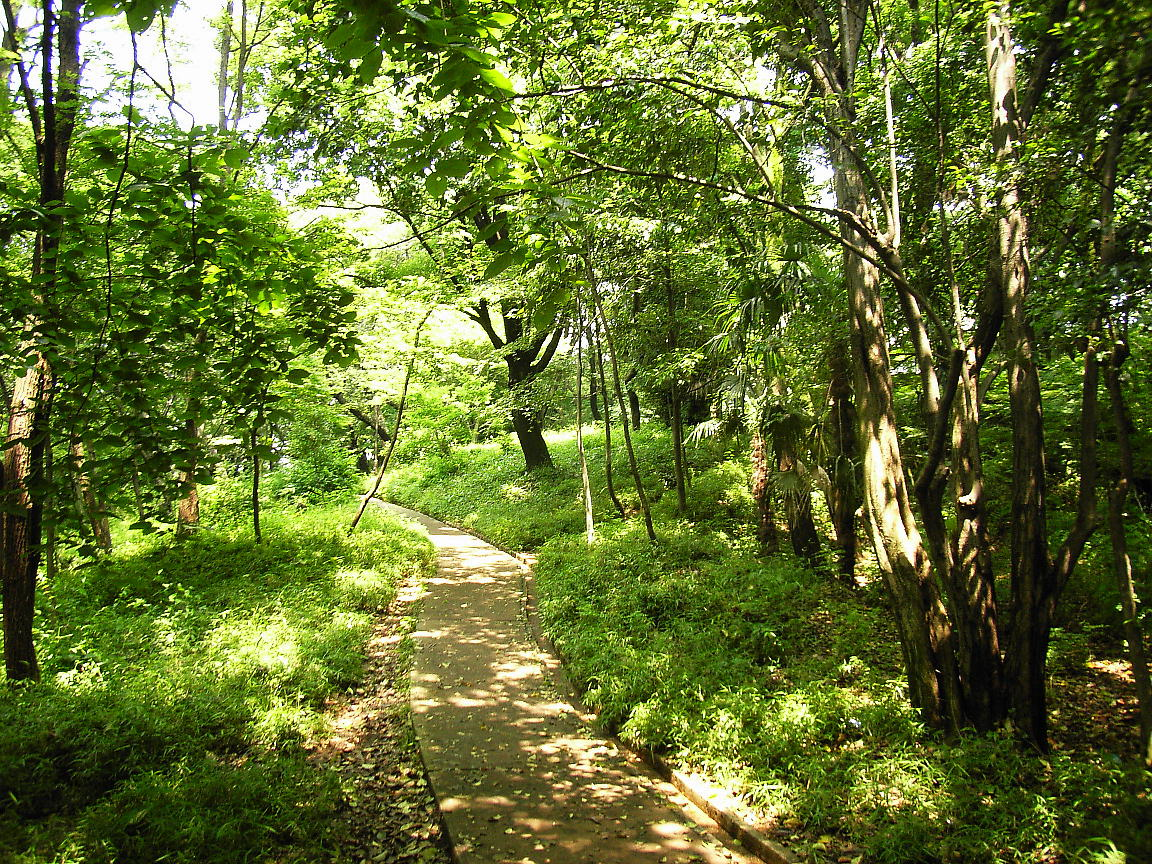
箱根山
- 明治神宮外苑

- 箱根山

## 人物

### 著名な出身者
旧四谷区、旧牛込区、旧淀橋区の著名な出身者については四谷区、牛込区、淀橋区を参照

#### 文化
- サトウハチロー：詩人・作詞家・作家。
- 田辺茂一：紀伊國屋書店創業者。作家。
- 潮寒二：小説家。西新宿出身。
- 金井紀年：アメリカの寿司ブーム仕掛人。下落合出身。
- 團伊玖磨：作曲家、エッセイスト。
- 蒲谷鶴彦：野鳥研究家。
- 大西信行：劇作家、脚本家。神楽坂出身。
- 外山雄三：作曲家、指揮者。
- 八木正生：作曲家。
- 宗方俊彦：教育者。
- 飯塚定雄：光学合成技師。
- 中村政則：歴史学者。
- 里吉しげみ：劇作家。
- 篠山紀信：写真家。
- 石坂まさを：作詞家、作曲家。
- エムナマエ：画家、児童文学作家。
- 戸井十月：作家。
- 市川ジュン：漫画家。
- 橘川幸夫：メディア・プロデューサー。
- 渋谷陽一：音楽評論家。
- 山本達彦：歌手。
- 井辻朱美：翻訳家、ファンタジー小説家、歌人。
- 志水一夫：作家。
- 泉麻人：コラムニスト。落合出身。
- 高田裕史：作家。
- 杉田英明：比較文化学者。
- くじらいいく子：漫画家。
- 原田宗典：作家。※中学までを新大久保で過ごし、岡山県に転居。
- 山田あかね：脚本家、映像作家、小説家、エッセイスト。
- 井上雅彦：小説家。
- 大泉実成：ノンフィクションライター。
- 清水草一：モータージャーナリスト。
- 清水節：編集者・映画評論家。
- 辻陽：作曲家・編曲家。
- 石川陽生：将棋棋士。
- 平山優：歴史学者。
- 古市コータロー：ギタリスト。
- 丸田祥三：写真家。
- 片岡飛鳥：テレビプロデューサー。
- 樋口真嗣：特技監督・映画監督。
- 高橋玄：映画監督。
- ベニー松山：ゲームライター・小説家。
- 岩崎夏海：放送作家。
- 高橋ヨシキ：アート・ディレクター。
- 貝島桃代：建築家。
- manzo：シンガーソングライター、作詞家、作曲家。
- 本田創：文筆家。
- 玉置勉強：漫画家。
- 北本かつら：放送作家・脚本家。
- 乙武洋匡：スポーツライター。
- 西川真音：シナリオライター。
- 藤倉勇樹：将棋棋士。
- 杉山文野：トランスジェンダー活動家、作家。歌舞伎町出身。
- 原島"ど真ん中"宙芳：DJ、トラックメイカー、ラッパー。水道町出身。
- 渡辺和史：将棋棋士。
- 梶浦宏孝：将棋棋士。神楽坂出身。
- 兵頭佐和子：ミュージシャン。
- あずみ椋：漫画家。
- 上野通明：チェリスト。

#### 自然科学
- 杉田玄白：江戸時代の蘭学医。牛込矢来町生まれ。
- 森脇基恭：レースエンジニア。
- 春日雅人：医学者。
- 吉家重夫：心理カウンセラー。
- 早乙女智子：医師。
- 菱山玲子：大学教授。
- 水島昇：医学者、生物学者。

#### 芸能
- 千葉信男：俳優、コメディアン
- 船越英二：俳優
- 菅井きん：女優
- 荒井注：俳優、コメディアン、ザ・ドリフターズ元メンバー
- 田中明夫：俳優、声優
- 久我美子：女優
- ペギー葉山：歌手
- 中原早苗：女優
- 嶋俊介：声優
- 緒形拳：俳優
- 東野英心：俳優、声優
- 浜田光夫：俳優
- 江守徹：俳優
- 杉本真人：シンガーソングライター
- 仲井戸麗市：ギタリスト
- 小倉一郎：俳優
- グッチ裕三：タレント、歌手
- 珠めぐみ：女優・歌手
- 青木英美：女優・モデル
- ルー大柴：タレント
- 鈴木淑子：タレント
- 本間優二：俳優
- 檜山久恵 : 1980年ミス・ユニバース日本代表
- 沼澤尚：ミュージシャン
- 鴨宮諒：ミュージシャン
- KONTA：俳優、声優、歌手
- 戸川純：女優、歌手
- 宇梶剛士：俳優
- 杉田かおる：女優
- 豊原功補：俳優
- 草刈民代：バレリーナ
- 宮川一朗太：俳優
- 岡本麻弥：声優、女優
- 岡本健一：俳優、歌手
- 柳家獅堂：落語家
- 海老一染之助・染太郎：伝統演芸太神楽のコンビ
- 玉袋筋太郎：芸人（浅草キッド）
- 田代まさし：元タレント[25]
- 佐藤浩市：俳優
- 佐藤佑介：俳優
- 神崎ゆう子：女優、歌手、おかあさんといっしょ第16代目うたのおねえさん
- 渡部篤郎：俳優
- 佐藤弘道：タレント、体操インストラクター
- 若林志穂：女優（引退済み）
- 佐倉しおり：女優（引退済み）
- せがわきり：タレント、児童文学作家
- 大石恵：元ニュースキャスター
- 武村貴世子：ラジオパーソナリティ
- 山本耕史：俳優
- 小沢真珠：女優
- 伊賀大介：スタイリスト
- 小日向しえ：女優
- 仁科幸子：女優、キャスター
- 吉岡毅志：俳優
- myco：歌手、声優、ラジオパーソナリティ
- 樋山潤：芸人
- 一条正都：AV男優
- 金子賢：俳優
- 風花舞：元宝塚歌劇団月組トップ娘役
- 初姫さあや：元宝塚歌劇団花組娘役
- 羽生未来：タレント、歌手
- 八木橋修：演出家、俳優
- 入江陽：ミュージシャン
- 津久井教生：俳優、声優
- 大須賀ひでき：シンガーソングライター
- 鈴木雄大：シンガーソングライター、作曲家
- ROCK-Tee：DJ、ヒップホップユニットEAST ENDのメンバー
- 渋谷龍太：歌手
- ぺぺ桜井：ギター漫談家
- つのだ☆ひろ：歌手、生後間もなくして十二社で育った。
- 赤塚りえ子：元女優、現代美術家
- 新井梨絵：元ファッションモデル、元グラビアアイドル
- 角舘健悟：歌手。Yogee New Wavesのメンバー

#### 放送
- 杉山一雄：元関西テレビアナウンサー（現在はフリーアナウンサー）。
- 野瀬正夫：元NHKエグゼクティブアナウンサー（現在はフリーアナウンサー）。
- 荻島正己：元静岡放送・TBSアナウンサー（現在はフリーアナウンサー）。
- 和田圭：フジテレビ解説委員。
- 田畑祐一：テレビ朝日アナウンサー。
- 福澤朗：元日本テレビアナウンサー（現在はフリーアナウンサー）。
- 保坂和拓：朝日放送アナウンサー。
- 原元美紀：元中部日本放送アナウンサー（現在はフリーアナウンサー）、声優。
- 藤井彩子：NHKアナウンサー。
- 藤井貴彦：元日本テレビエグゼクティブアナウンサー（現在はフリーアナウンサー）。
- 小川知子：TBSアナウンサー。
- 中嶋優一：フジテレビプロデューサー、編成部長。
- 島田弘久：テレビ東京アナウンサー。
- 下平さやか：テレビ朝日アナウンサー。
- 宇田麻衣子：元フジテレビアナウンサー。証券アナリスト、アシスタントファンドマネージャー。
- 西川文野：元文化放送アナウンサー（現在はフリーアナウンサー）。

#### スポーツ
- 小常陸由太郎：元力士。
- 有明五郎：元力士。
- 東錦栄三郎：元力士。
- 大橋穣：元プロ野球選手。
- 尾崎峰穂：陸上競技選手。
- MEN'Sテイオー：プロレスラー。
- 金沢イボンヌ：陸上競技選手。
- 佐藤琢磨：F1ドライバー。
- 永井雄一郎：サッカー選手・（ザスパクサツ群馬所属）
- 野澤武史：元ラグビー選手。
- 笹川隆：元プロ野球選手。（現在は福岡ソフトバンクホークスの三軍コーチ）
- 吉原道臣：元プロ野球選手（横浜ベイスターズ）
- キローラン裕人 : 元Jリーガー（東京ヴェルディ1969）
- 遠藤一星：プロ野球選手（中日ドラゴンズ）
- 坂本一将：元プロ野球選手（オリックス・バファローズ）
- 上形洋介：サッカー選手（ギラヴァンツ北九州所属）
- 三井梨紗子：アーティスティックスイミング元選手
- 卜部蘭：陸上競技選手
- 淺間大基 : プロ野球選手（北海道日本ハムファイターズ）
- 山口瑠伊：サッカー選手（水戸ホーリーホック所属）
- 清宮幸太郎：プロ野球選手（北海道日本ハムファイターズ）
- 樋口新葉：フィギュアスケート選手
- 瓜田純士：総合格闘家、キックボクサー、BreakingDown出場選手兼スペシャルアドバイザー

#### 政治
- 鳩山一郎：元衆議院議員、元首相
- 安倍晋三：衆議院議員、元首相
- 白眞勲：参議院議員（比例区）
- 山崎泰：都議会議員（新宿選挙区）
- 浮島とも子：参議院議員（比例区）
- 城内実：衆議院議員
- 宮崎謙介：元衆議院議員
- 多ケ谷亮：衆議院議員
- 吉住健一：新宿区長
- 渡辺照子：練馬区議会議員
- 齋藤健：衆議院議員
- 木原誠二：衆議院議員
- 土屋品子：衆議院議員
- 藤本正人：所沢市長
- 赤羽一嘉：衆議院議員
- 牧山弘恵：参議院議員
- 牧原秀樹：衆議院議員
- 山本剛正：衆議院議員

#### その他
- 中川重徳：弁護士
- 広瀬健一：オウム真理教元幹部

### ゆかりの人物

#### 新宿区名誉区民
- 金子鷗亭
- 田中傳左衛門
- 米川敏子
- 富永直樹
- 小平邦彦
- やなせたかし
- 三川泉
- 西川扇蔵
- 山勢松韻
- 宮田哲男
- 鳥羽屋里長
- 鶴賀若狭掾
- 三遊亭金馬
- 草間彌生
- 大山忠作
- 亀井忠雄
- 室瀬和美
- 高階秀爾
- 柳家小三治
- 杵屋勝国

#### 主な居住者・在住者
- 服部嘉香：詩人。新宿区歌『大新宿区の歌』の作詞者。
- 本田宗一郎：技術者。本田技研工業創業者
- 林芙美子：小説家。新宿区立林芙美子記念館（東京都選定歴史的建造物）
- 山根キク：ジャーナリスト・政治家・考古学者
- 内田百閒：小説家・随筆家。40歳の時、旧牛込区に移り住んだことがあった。
- 星野直樹：官僚・政治家。中落合に居住していた。
- 中川俊思：政治家・代議士。東五軒町に居住していた。中川秀直（政治家）の義父。
- 佐伯祐三：画家。中落合に居住していた。現在、区立佐伯公園内アトリエ付き住宅が記念館になっている。
- 大岡昇平：文学者
- 草間彌生：画家・彫刻家・小説家
- 長澤榮治：エジプト社会経済史
- マーティ・フリードマン：ギタリスト
- 赤塚不二夫：漫画家。中落合にフジオ・プロダクションを構えていた。
- いかりや長介：ベーシスト、バンドマスター、俳優。若手バンドマン時代とザ・ドリフターズ時代に新宿区に在住。
- 高木ブー：ミュージシャン、コメディアン。ザ・ドリフターズのメンバー。西早稲田在住。
- マックボンボン（井山淳＆志村健（志村けん））：お笑いコンビ。共にいかりや長介の付き人として修業中の時に新宿区若松町に在住[26]。
- 芦名星：女優
- 峰竜太：タレント・俳優
- 赤松健：漫画家
- 沢井亮：AV男優
- 石田靖：お笑いタレント（ルミネTheよしもと新喜劇座長）
- 設楽洋：ビームス社長
- 森永卓郎：経済アナリスト
- 尾津喜之助 ：露天商、関東尾津組組長、闇市「新宿マーケット」設立者

### 名誉区民
1997年（平成9年）3月15日
- 金子鷗亭
- 小平邦彦
- 田中傳佐衛門
- 富永直樹
- 米川敏子

2000年（平成12年）1月5日
- 宮田哲男
- 西川扇藏

2002年（平成14年）3月15日
- 鶴賀若狭掾
- 山勢松韻

2004年（平成16年）1月5日
- 鳥羽屋里長
- 三川泉
- やなせたかし

2007年（平成19年）3月15日
- 大山忠作
- 亀井忠雄
- 三遊亭金翁

2012年（平成24年）3月15日
- 草間彌生
- 室瀬和美

2013年（平成25年）3月23日
- 高階秀爾

2015年（平成27年）3月23日
- 柳家小三治

2020年（令和2年）1月5日
- 杵屋勝国

## 新宿区を舞台とした作品

### 古典
- 『四谷怪談』
- 『甲駅新話』：大田南畝による洒落本。内藤新宿が舞台。

### テレビドラマ
- 『太陽にほえろ!』シリーズ：刑事たちが所属する「七曲署」（架空）は新宿区の新宿らしき地域を管轄している設定。「七曲」は下落合二丁目と四丁目の境界に実在する七曲坂に由来しているとの説がある。
- 『新宿警察』：根来刑事役の北大路欣也が主演　藤原審爾　原作の『新宿警察シリーズ』1975年9月6日〜1976年2月28日、全26話
- 『刑事貴族』：新宿区にある架空の警察署「警視庁代官警察署（通称＝代官署）」刑事課の刑事たちの活躍を描くアクション刑事ドラマ。
- 『神楽坂署生活安全課』：舘ひろし主演の刑事ドラマ。（「神楽坂警察署」という名称の警察署は牛込警察署の前身としてかつて実在。）
- 『STATION』：新宿駅が舞台。
- 『伝説の教師』：西新宿付近の「私立十二社学園」（架空）が舞台の学園ドラマ。松本人志主演。
- 『恋セヨ乙女』：主人公は西新宿の米屋の娘。真中瞳主演。
- 『銭湯の娘!?』：西新宿の銭湯「楽の湯」が舞台。矢口真里主演。
- 『拝啓、父上様』：神楽坂が舞台。二宮和也主演。
- 『記憶捜査～新宿東署事件ファイル～』:北大路欣也が主演　2019年1月18日～連続ドラマ3シーズン、スペシャルドラマ2本

### テレビアニメ
- 『デジモンテイマーズ』：主人公らが通う小学校は西新宿にある「淀橋小学校」（架空）。その他にも、東京都庁や都営大江戸線などの施設が登場する。
- 『BanG Dream!』：早稲田周辺が主な舞台となっている。なお、主役バンドのPoppin' Party、メンバ5人の苗字は（戸山、花園、牛込、山吹、市ヶ谷）全部新宿区の町名（旧町名）から取られる。
- 『selector infected WIXOSS』：主人公は西新宿近郊のマンションに住んでおり、丸ノ内線や新目白通り近辺のロケーションが登場する。
- 『真夜中のオカルト公務員』:新宿区役所が主な舞台となっている。歌舞伎町や新宿御苑なども登場する。

### 漫画
- 『鉄腕アトム』：主人公の「アトム」は、「2003年4月7日」に高田馬場で誕生という設定。
- 『シティーハンター』：北条司の漫画。主人公が歌舞伎町近辺に居住。また新宿駅東口の伝言板が主人公への仕事依頼に使われる。
  - 『エンジェルハート』：上記のパラレル作品。
- 『なぜか笑介』：聖日出夫の漫画。主人公の勤める「五井物産」は三井ビルの三井物産がモデル。
- 『天才バカボン』：主人公一家の居住地は下落合。「バカ田大学」は早稲田大学の至近にあるという設定。
- 『HEAT-灼熱-』：歌舞伎町での利権抗争をテーマにした漫画。
- 『20世紀少年』：浦沢直樹の漫画。新宿・歌舞伎町界隈のほか、曙橋駅周辺や「都立新大久保高等学校」（架空）が舞台に登場する。
- 『名探偵コナン』：主人公の活動エリアでは、「新宿ナンバー」（架空）をつけた自動車が多数走行している。
- 『ホムンクルス』：山本英夫の漫画。主人公は「新宿西青空公園」（新宿中央公園がモデルの架空の公園）のホームレスと生活をともにする。
- 『代紋TAKE2』：原作木内一雅・作画渡辺潤による新宿を舞台にしたSFヤクザ漫画。
- 『夜王』：原作倉科遼・作画井上紀良。歌舞伎町のホストクラブが舞台。
- 『真夜中のオカルト公務員』:新宿区役所や、新宿御苑、歌舞伎町などが舞台。
- 『深夜食堂』：安倍夜郎の漫画。

### 小説
- 『婦系図』：泉鏡花作。神楽坂での自身の経験が土台。
- 『坊っちゃん』：夏目漱石作。主人公が東京物理学校（現・東京理科大学）に通う。
- 『恐怖王』：江戸川乱歩の推理小説。「牛込のS町」（矢来町付近の寂しい屋敷町）が舞台。
- 『山吹町の殺人』：平林初之輔の短編推理小説。山吹町。
- 『新宿鮫シリーズ』：大沢在昌の警察小説。歌舞伎町が舞台。
- 『高田馬場ラブソング』：三田誠広作。早稲田大学が舞台。
- 『青春の門』：五木寛之作。
- 『ナイン』：井上ひさし作。四谷が舞台。
- 『愛がいない部屋』：石田衣良作。神楽坂のマンションが舞台。
- 『角筈にて』：浅田次郎作。角筈は新宿駅周辺の旧町名。新宿界隈や花園神社が舞台に登場。
- 『生家へ』：色川武大作。矢来町。
- 『牛込御門余時』：竹田真砂子の時代小説。牛込界隈が舞台。
- 『四十一人の仇討ち』：浄瑠璃坂の仇討を題材にした山本音也の小説。
- 『ストリート・チルドレン』：盛田隆二作。1698年から1998年まで新宿を舞台に300年にわたる一族の軌跡を描く異色長篇。
- 『ラスト・ワルツ』：盛田隆二作。1973年の新宿界隈や花園神社が舞台に登場。
- 『金曜日にきみは行かない』：盛田隆二作。歌舞伎町が舞台に登場。
- 『ニッポンの狩猟期』：盛田隆二作。歌舞伎町と新宿中央公園を主要な舞台にした近未来小説。
- 『新宿の果実』：盛田隆二作。歌舞伎町が舞台の短編小説。
- 『6ステイン』：福井晴敏作。市谷の「防衛庁情報局」（架空）の「工作員」たちが主人公の短編小説集。
- 『蜜猟人 朧十三郎』：睦月影郎作。主人公は内藤新宿の薬種問屋に居候する。
- 『天使に見捨てられた夜』：桐野夏生作。主人公は新宿二丁目に探偵事務所を構える。後年かたせ梨乃主演で映画化。
- 『裸のカフェ』：横田創作。神楽坂のサロンが舞台。
- 『大江戸番太郎事件帳』：喜安幸夫の時代小説。四谷大木戸の番人が主人公。
- 『下落合の向こう』：笙野頼子の短編小説。高田馬場行きの西武新宿線の車中が舞台。
- 『テロリストのパラソル』：藤原伊織作。新宿中央公園の爆発事故が発端となって物語が進行する。
- 『都庁爆破!』：高嶋哲夫作。東京都庁がテロリストに占拠される。
- 『魔界都市ブルース』：菊地秀行作の小説シリーズ。直下型地震でいったん壊滅したのち復興した新宿が舞台。
- 『百日紅の下にて』：横溝正史作。市谷亀岡八幡宮の近くの坂の上、空襲で焼け落ちた屋敷の前が舞台。
- 『千の扉』：柴崎友香作。新宿区の都営団地（戸山ハイツがモデル）が舞台[27]。

### 評伝・エッセイ
- 『東京住所不定』：三代目魚武浜田成夫による引越しエッセイ。曙橋周辺や新宿なども登場。
- 『熱情―田中角栄をとりこにした芸者』：辻和子著。神楽坂での自身の経験を綴ったエッセイ。
- 『牛込下宮比町十三番地―糖尿病研究の黎明期に活躍した坂口康蔵を育てた家と人たち』：牛込の下宮比町に暮らした糖尿病研究者坂口康蔵の伝記。康蔵の四男・坂口孝著。
- 『「北島亭」のフランス料理』：四谷のレストラン、北島亭のルポ。大本幸子著。
- 『かかわりのなかで育ちあう―信濃町保育園保育者研修の三年間』：新宿区立信濃町保育園におけるスタッフ研修の記録。諏訪きぬ著。
- 『生きてみたい、もう一度―新宿バス放火事件』：杉原美津子著。新宿西口バス放火事件に遭遇し生死を彷徨った著者自身の経験を記録。

### 絵本・児童書
- 『おおきなおおきなおいも』：赤羽末吉作。新宿区立鶴巻幼稚園における市村久子の教育実践を絵本化。

### 映画
- 『復讐浄瑠璃坂』：浄瑠璃坂の仇討を描いた映画。1955年公開。浄瑠璃坂は市谷砂土原町一丁目に現存する。
- 『血煙高田の馬場』：高田馬場の決闘を描いた映画。1938年公開。監督マキノ正博・稲垣浩　主演阪東妻三郎。
- 『不良番長シリーズ』：1968年-1972年公開。計16本制作。梅宮辰夫主演。新宿を根城にする不良バイクグループの抗争を描く。
- 『新宿アウトロー ぶっ飛ばせ』:1970年公開。渡哲也主演。アウトロー2人が新宿で悪の一味に戦いを仕掛ける。
- 『女番長 野良猫ロック』:1970年公開。和田アキ子主演。新宿西口一帯の不良集団の抗争を描く。
- 『君よ憤怒の河を渉れ』：1976年公開。高倉健主演。新宿西口で大量の競走馬が暴走する。
- 『太陽を盗んだ男』：1979年公開。沢田研二主演。
- 『容疑者室井慎次』：警視庁「新宿北警察署」（架空）が舞台。
- 『ゴジラ』（1984年）：ゴジラが新宿副都心（西新宿地区）を襲撃する。
- 『ゴジラvsキングギドラ』：ゴジラとメカキングギドラが新宿副都心を舞台に対決する。この際、東京都庁が崩壊する。
- 『モスラ3 キングギドラ来襲』：キングギドラが副都心に飛来し、建物を破壊する。
- 『ゴジラ2000 ミレニアム』：ゴジラとオルガが、東京オペラシティ周辺で対決する。
- 『新宿暴力街 華火』『新宿暴力街 烈華』：2007年　松方弘樹主演。新宿歌舞伎町を舞台にヤクザの抗争を描いたアクションドラマ。
- 『新宿インシデント』：2009年公開。香港・日本合作映画。ジャッキー・チェン主演。新宿・歌舞伎町が舞台。恋人を探し密入国した男が裏社会でのし上がる。
- 『君の名は。』：2016年公開のアニメ映画。キービジュアルに新宿区須賀町の須賀神社の石段が用いられるなど、区内のあらゆる場所が舞台となった。

### 演劇
- 『決闘! 高田馬場』：三谷幸喜作・演出による歌舞伎作品。2006年3月

### ゲーム
- 『探偵 神宮寺三郎シリーズ』：主人公の探偵事務所が新宿にある。
- 『ザ・警察官 新宿24時』：新宿を舞台に警察と暴力団が銃撃戦を繰り広げる。続編にも新宿が登場する。

### 楽曲
- 「新宿そだち」：津山洋子と大木英夫のデュエット曲。
- 「新宿の女」：藤圭子。西向天神社に歌碑がある。
- 「圭子の夢は夜ひらく」：藤圭子。花園神社に歌碑がある。
- 「新宿ブルース」：扇ひろ子
- 「新宿野郎」：間宮ひろし
- 「新宿波止場」：美空ひばり
- 「なみだ恋」：八代亜紀
- 「新宿・みなと町」：森進一
- 「新宿情話」：細川たかし
- 「西新宿の親父の唄」：長渕剛
- 「あずさ2号」：狩人。始発駅は新宿駅。
- 「恋の神楽坂」：井上陽水
- 「東京新宿恋の街」：舟木一夫
- 「神田川」：かぐや姫。作詞者喜多条忠に依れば、モデルは区内西早稲田「面影橋」近傍とのこと。
- 「歌舞伎町の女王」：椎名林檎
- 「西新宿で逢ったひと」：ドラマ『もっと恋セヨ乙女』劇中使用曲を前田有紀がカバー。
- 「Twilight」：常闇トワ。MVで西新宿の高層ビル群、新都心歩道橋、東急歌舞伎町タワーなどのJR新宿駅周辺の建物が登場。